# Liste gebürtiger Kaiserslauterer
Die Liste gebürtiger Kaiserslauterer enthält Personen, die in Kaiserslautern (einschließlich der früher selbständigen und im Laufe der Zeit eingemeindeten Orte) geboren wurden.

## Geboren bis 1800

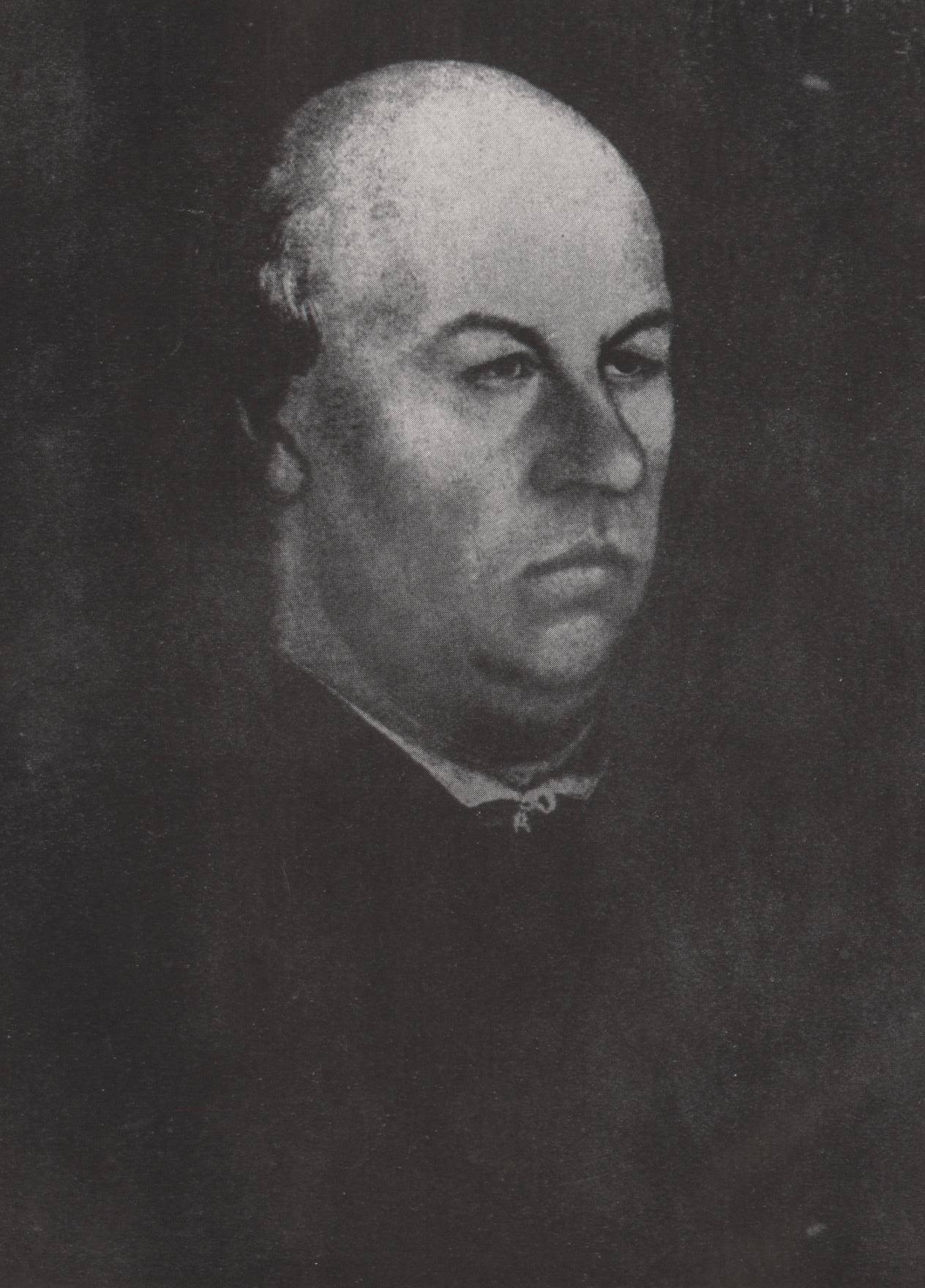
Philipp von Flersheim

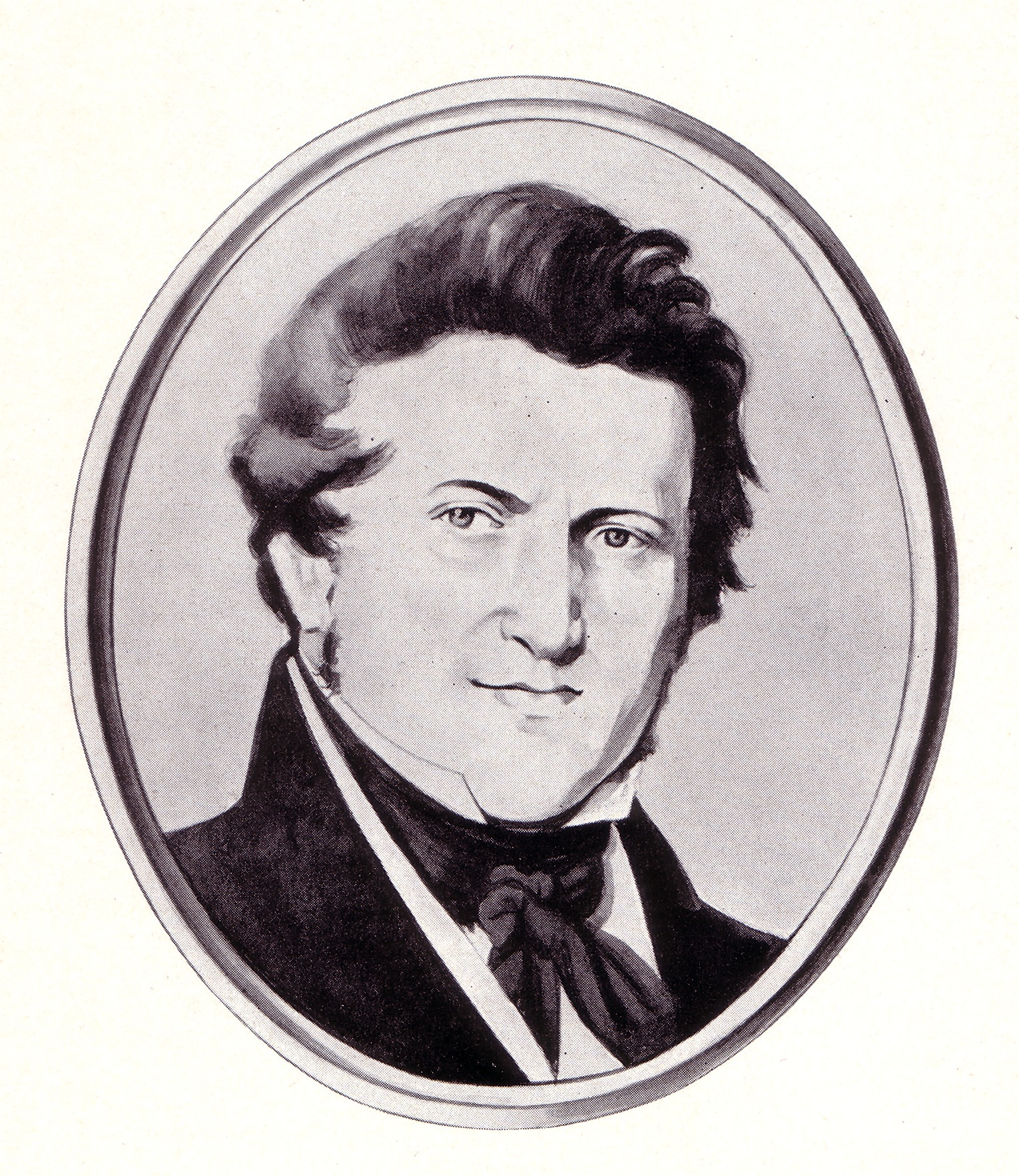
Franz Flamin Meuth

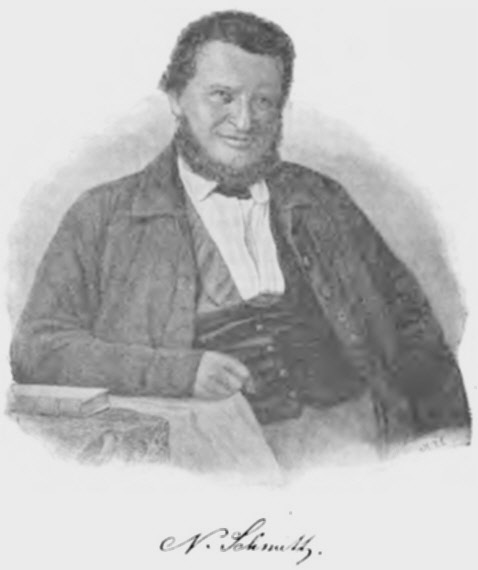
Nikolaus Schmitt

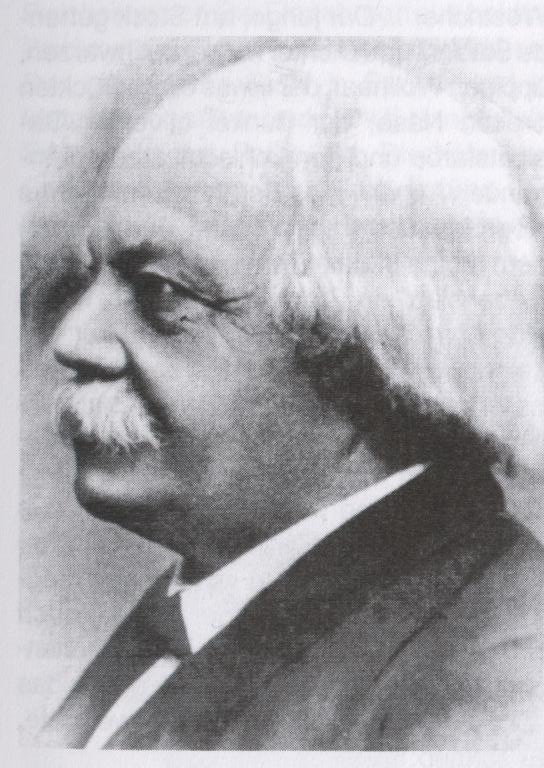
Ludwig Schandein

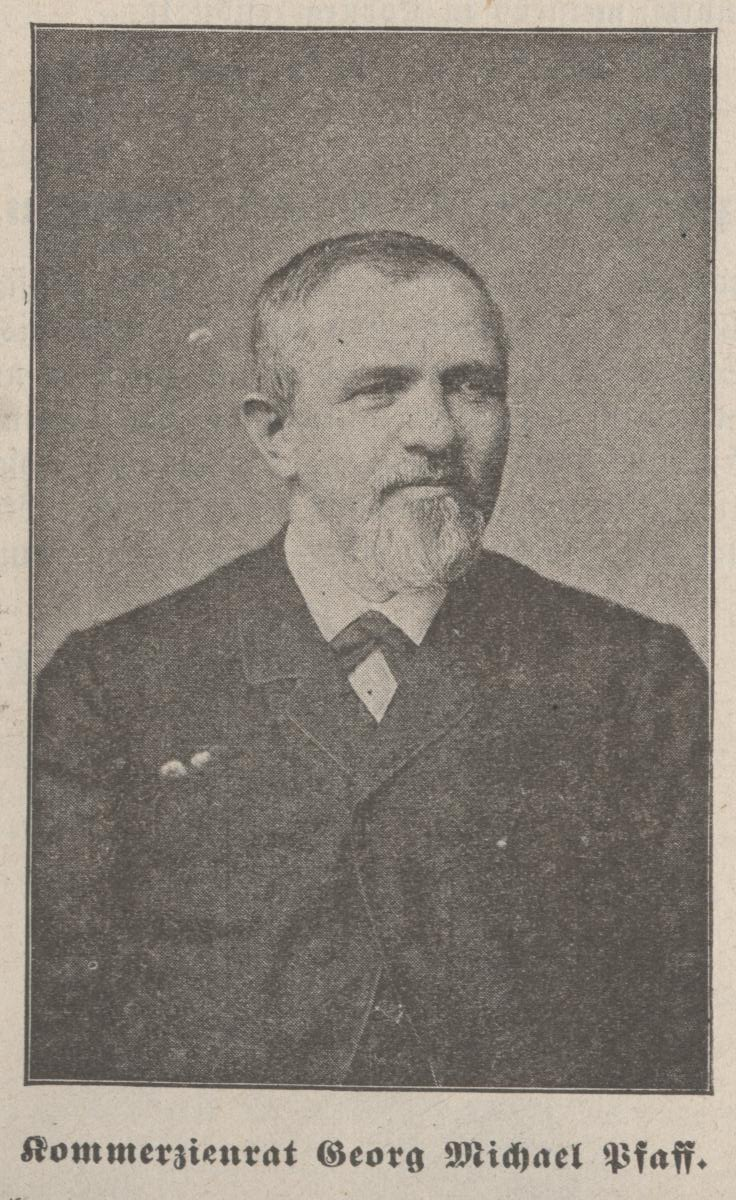
Georg Michael Pfaff

Oskar Breitling

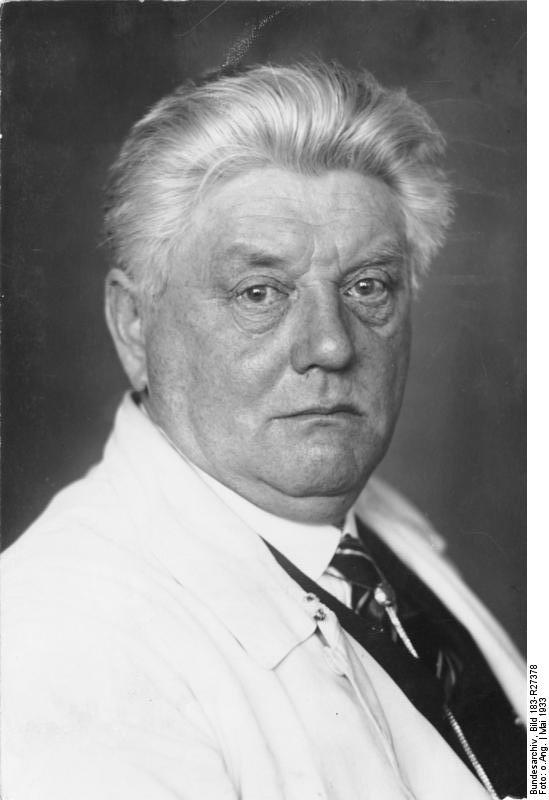
Eugen Hönig

Heinrich Hopff

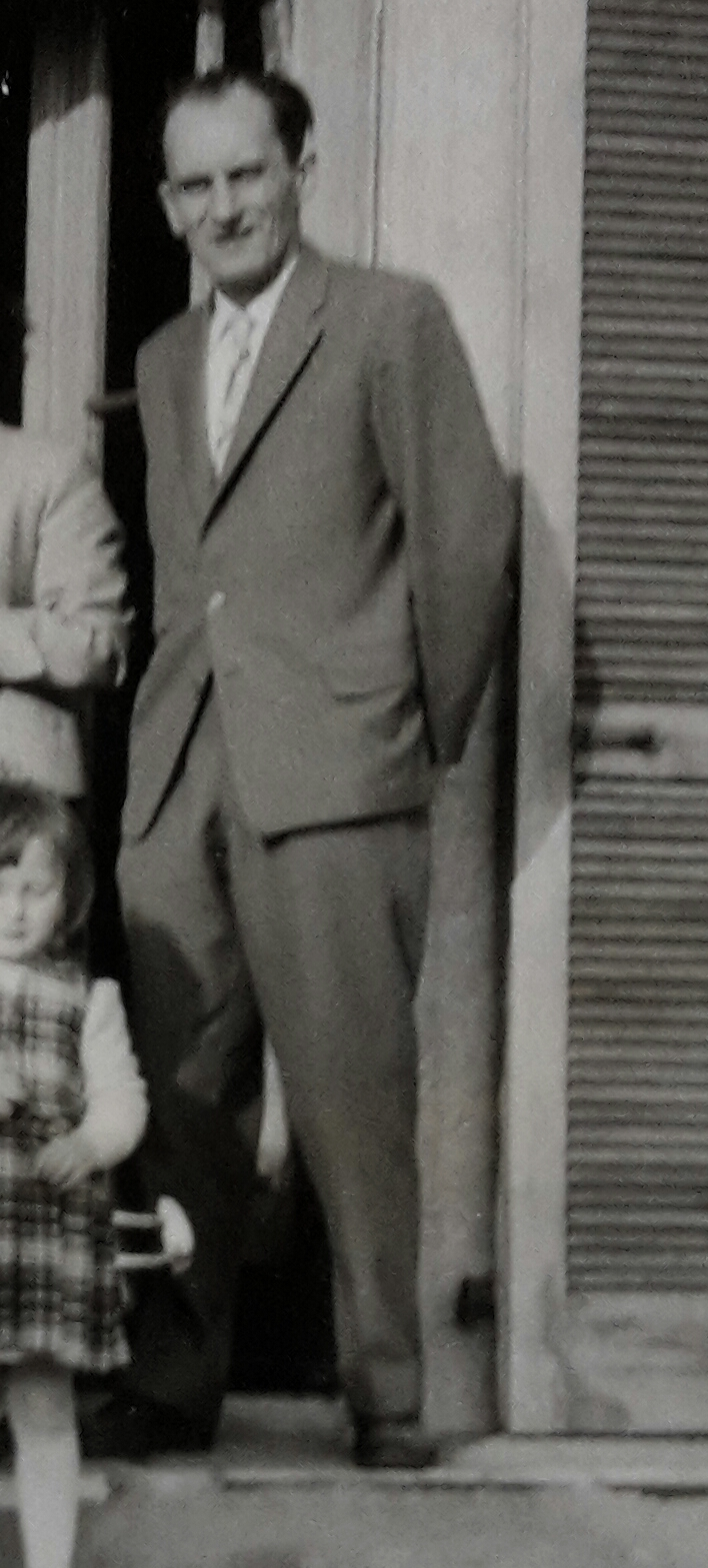
Rudolf Rumetsch

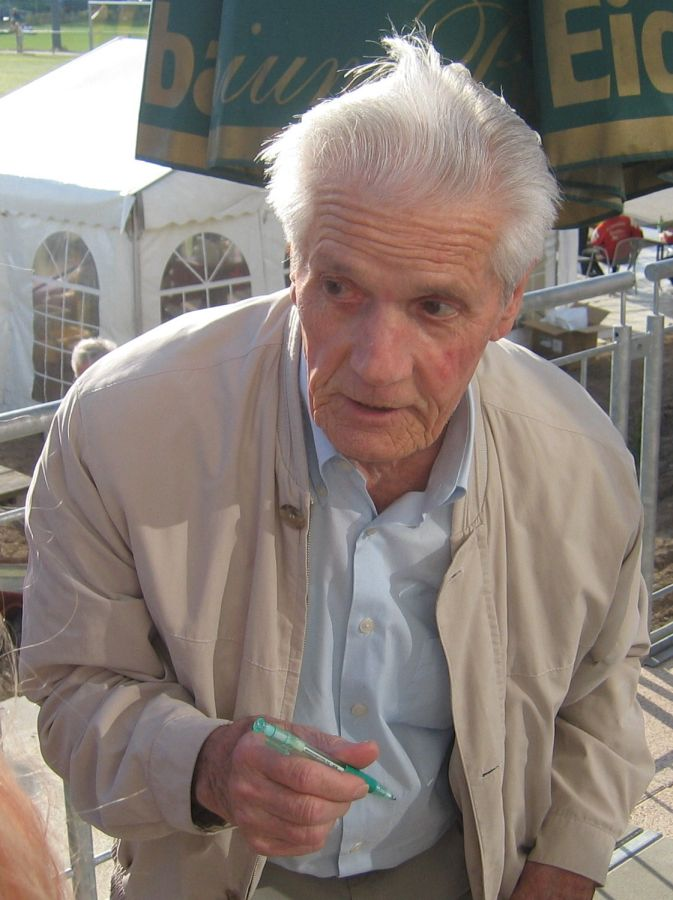
Ottmar Walter

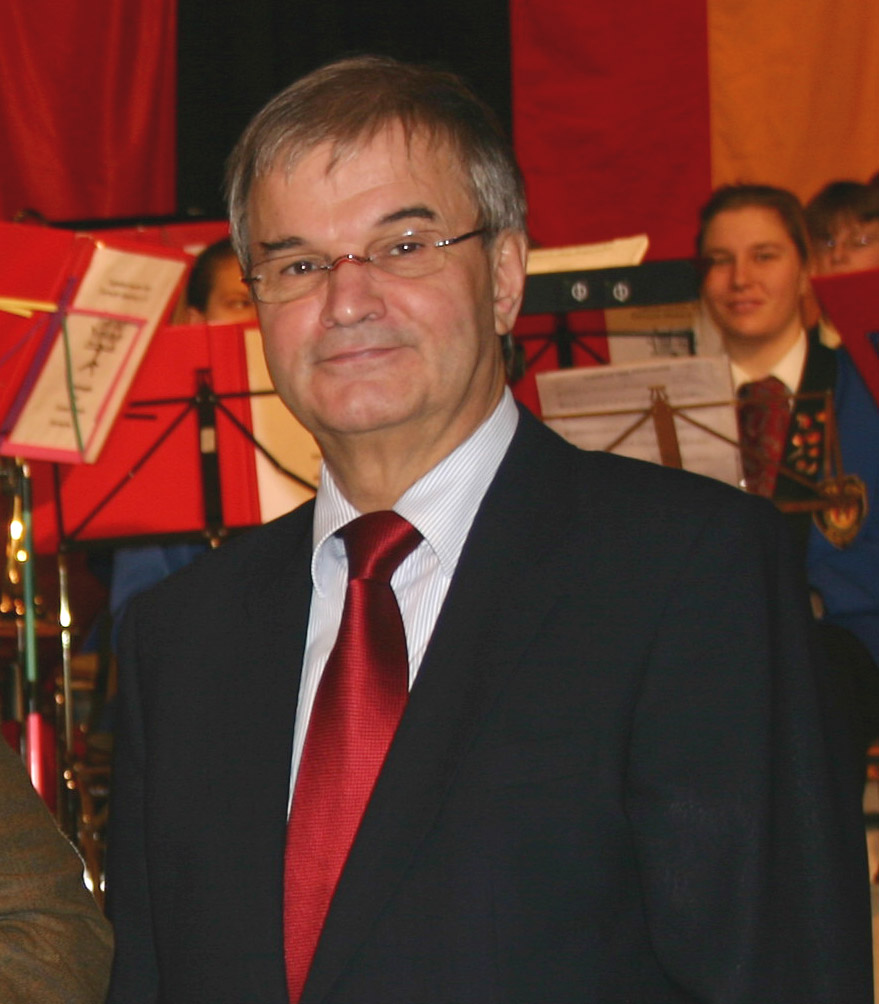
Karl Diller

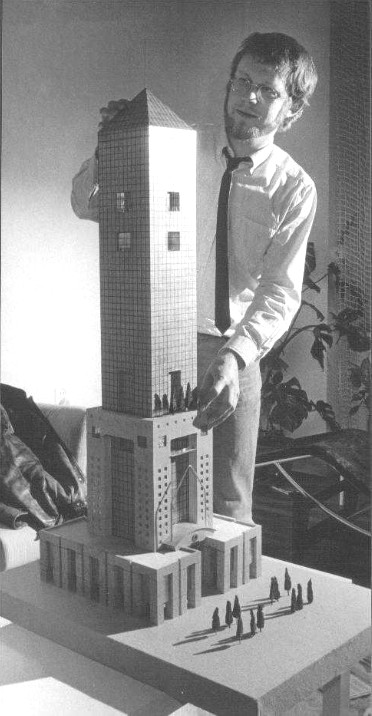
Hans Robert Hiegel

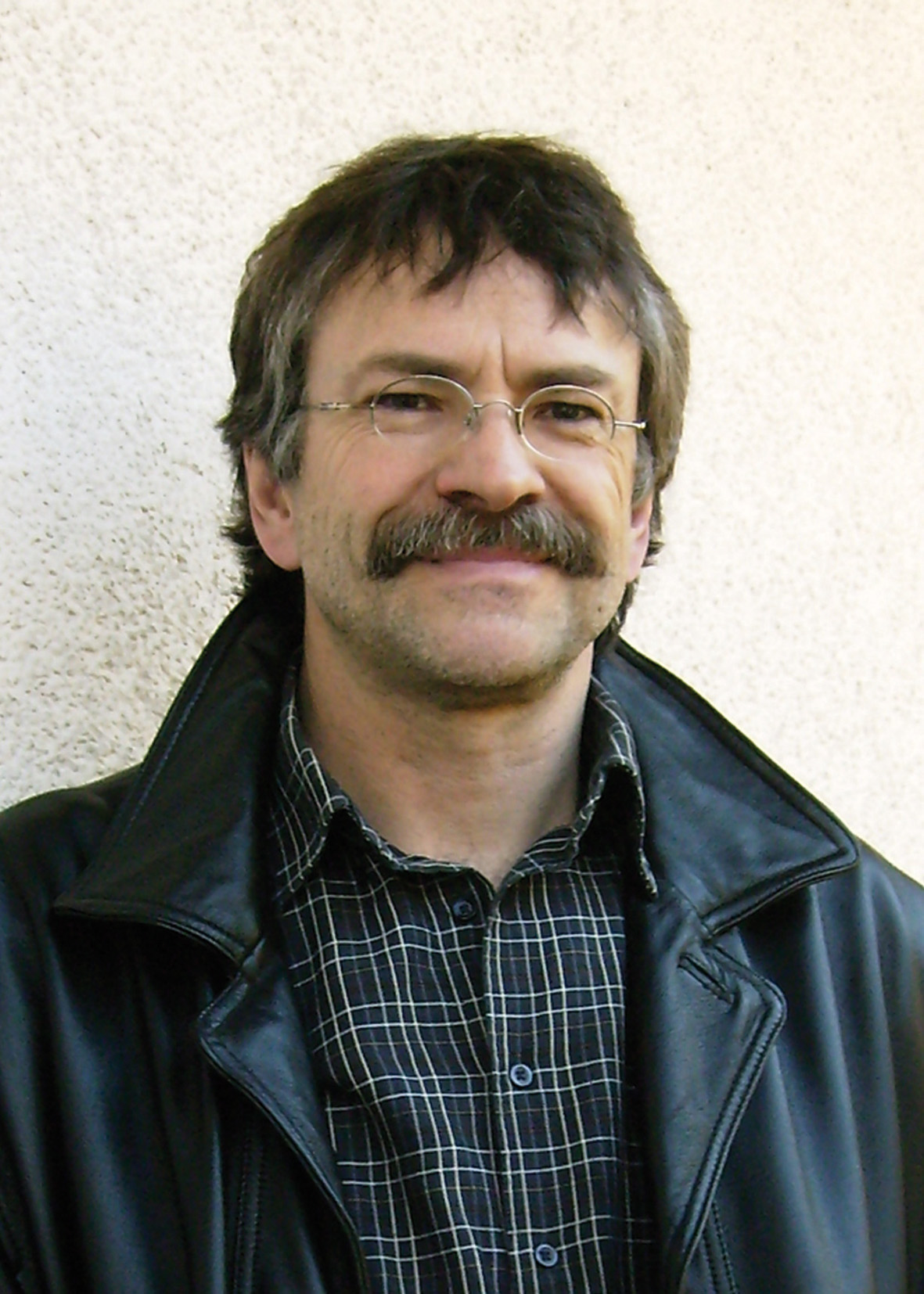
Bernd Franzinger

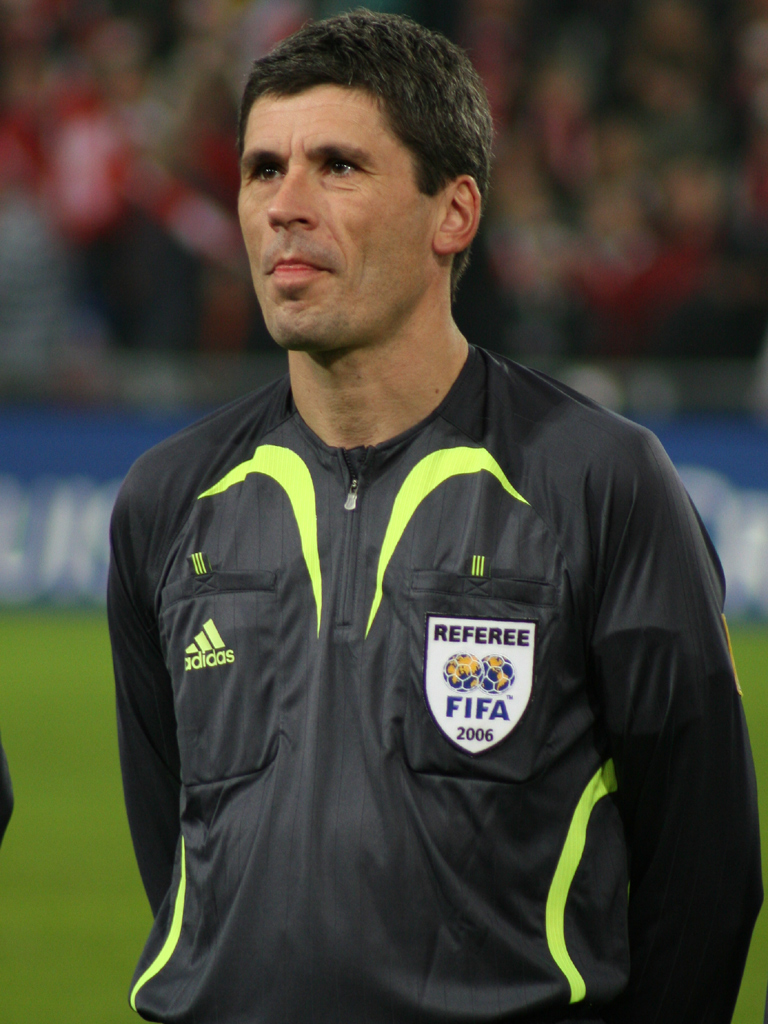
Markus Merk

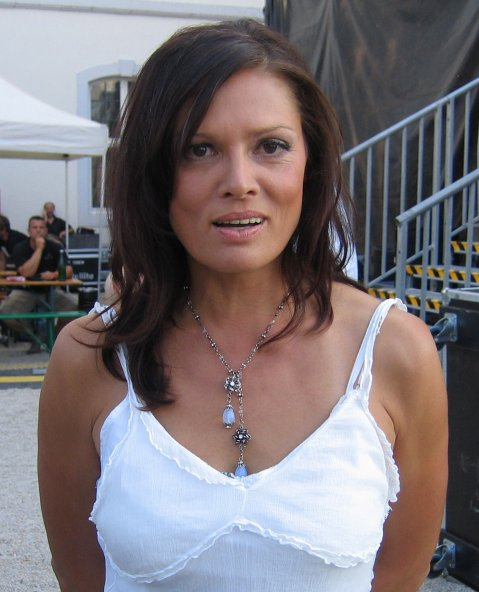
Stefanie Tücking

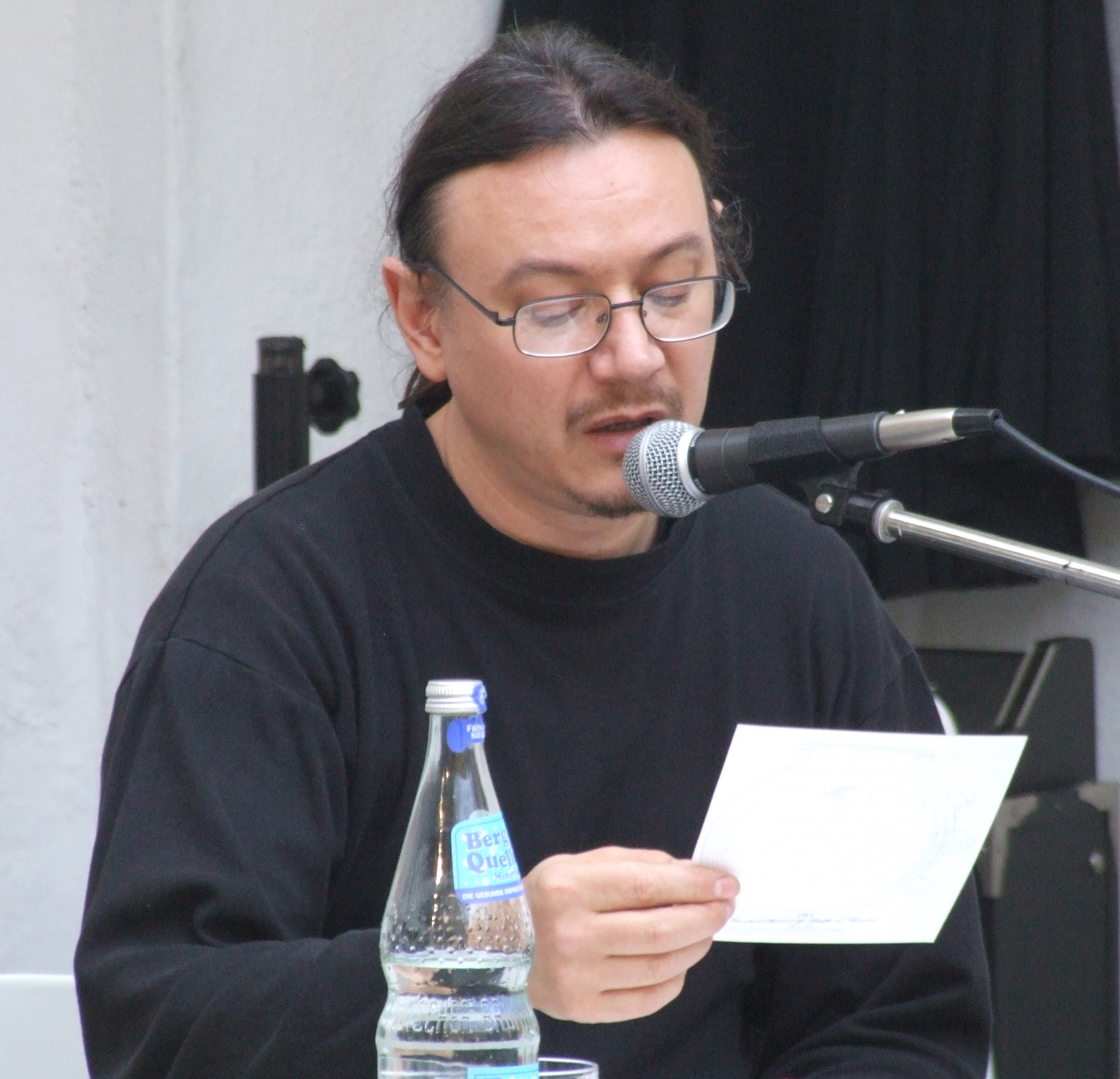
Martin Eckrich

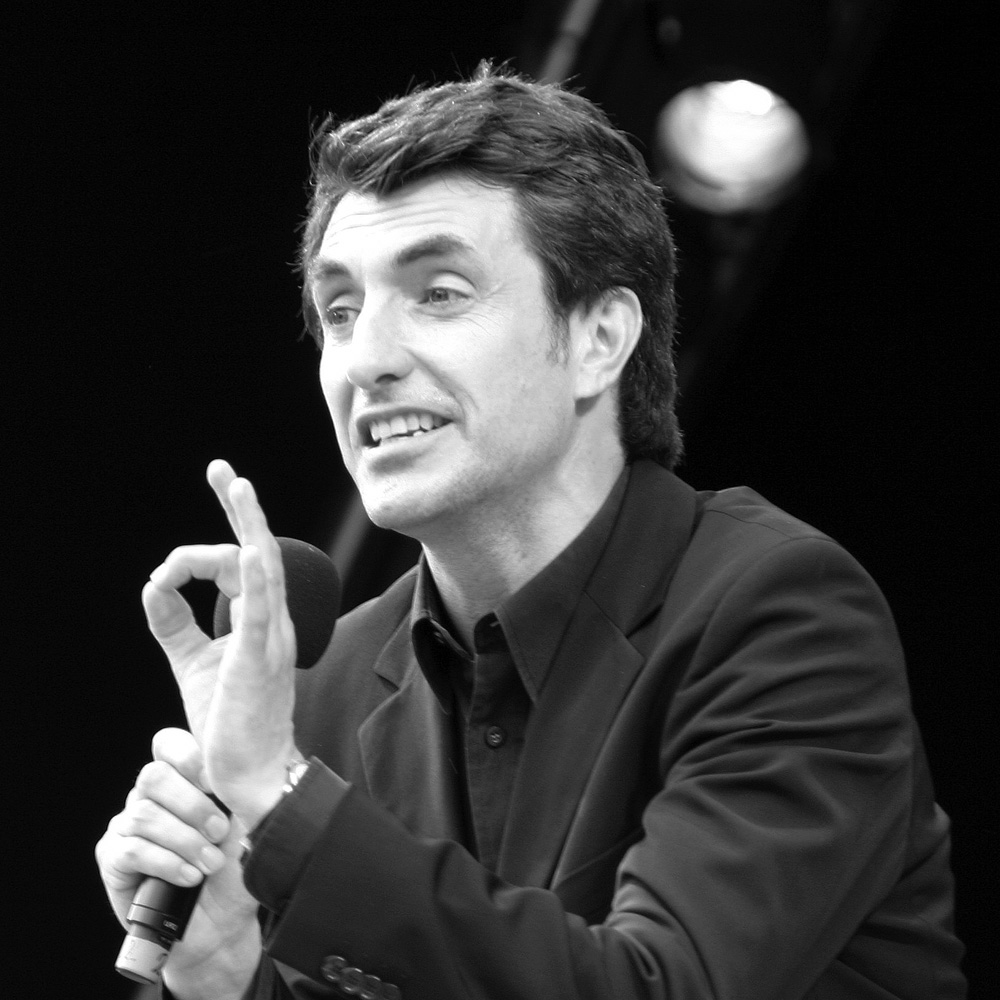
Knacki Deuser

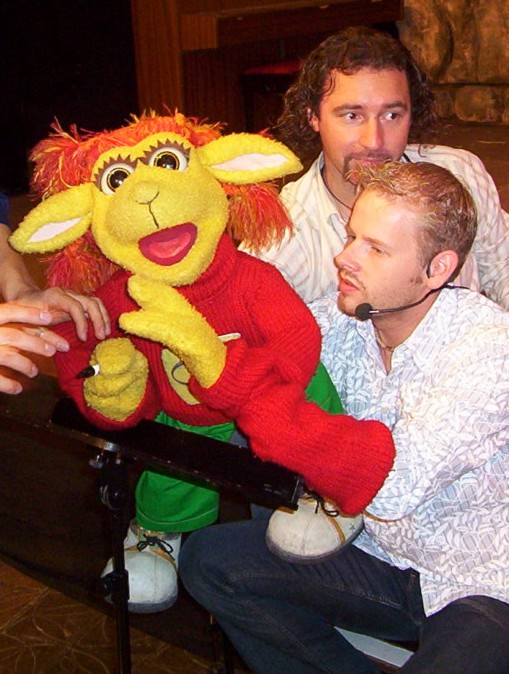
Erik Haffner

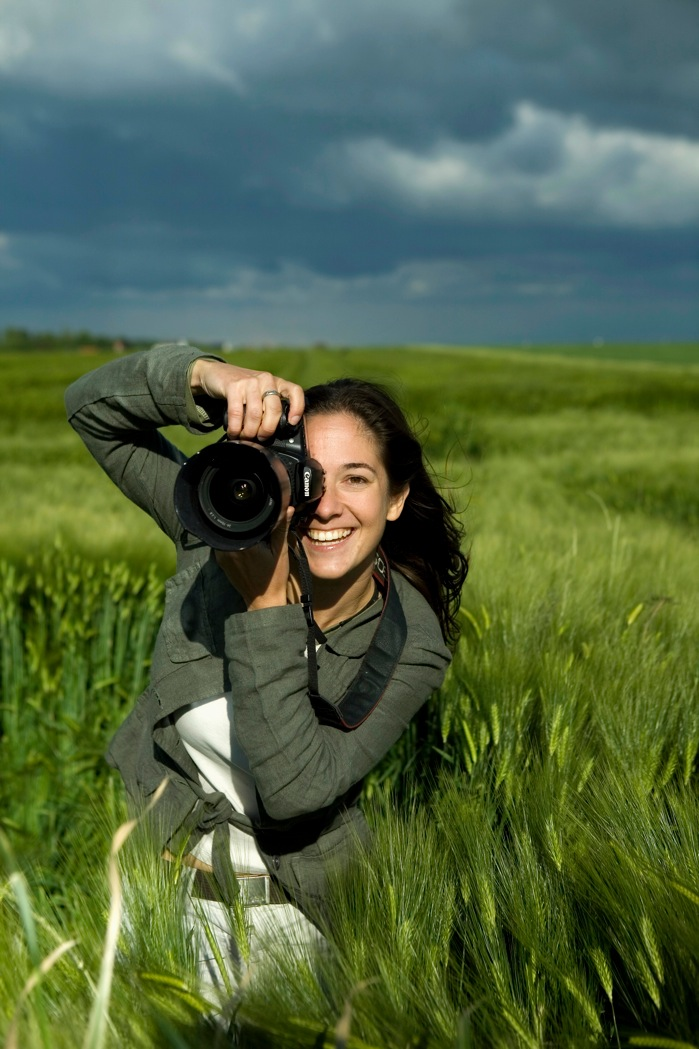
Ulla Lohmann

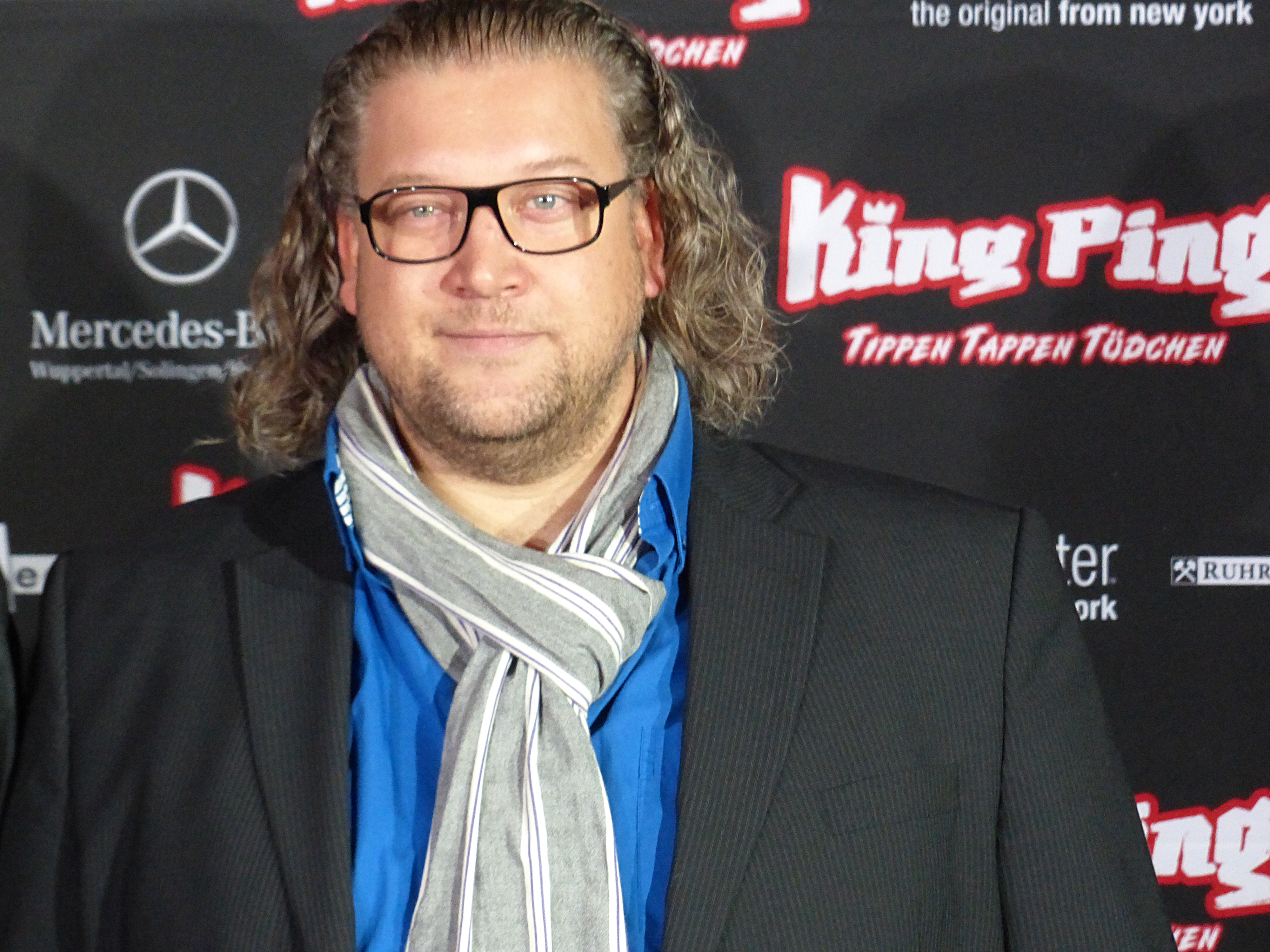
Sierk Radzei

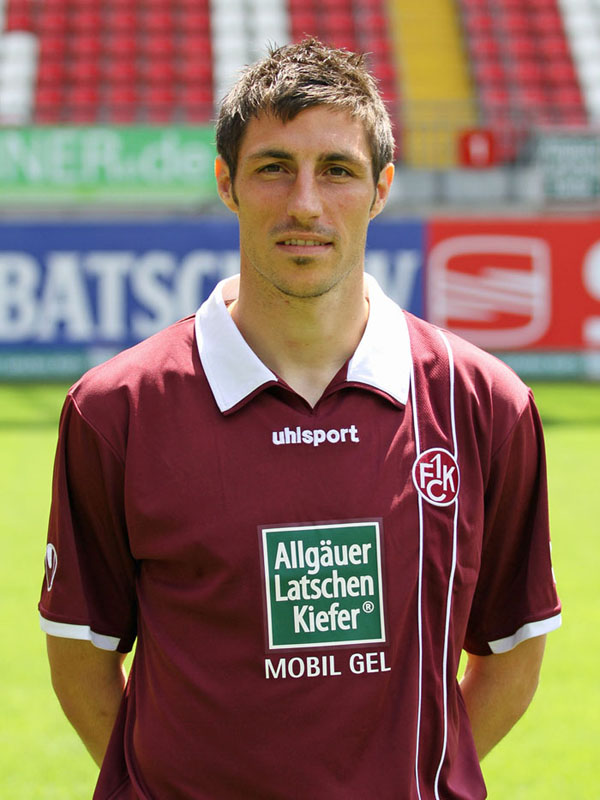
Mathias Abel

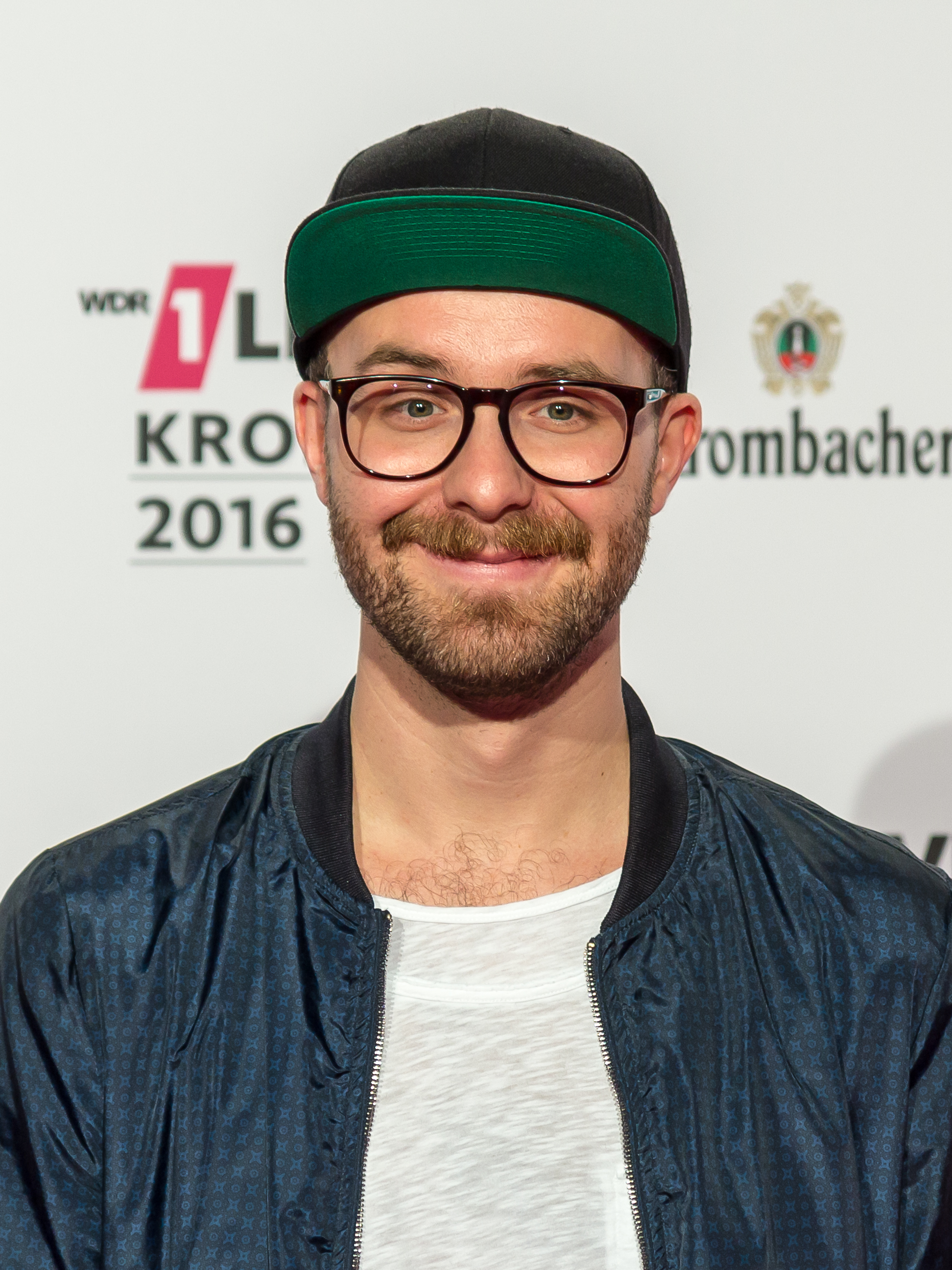
Mark Forster

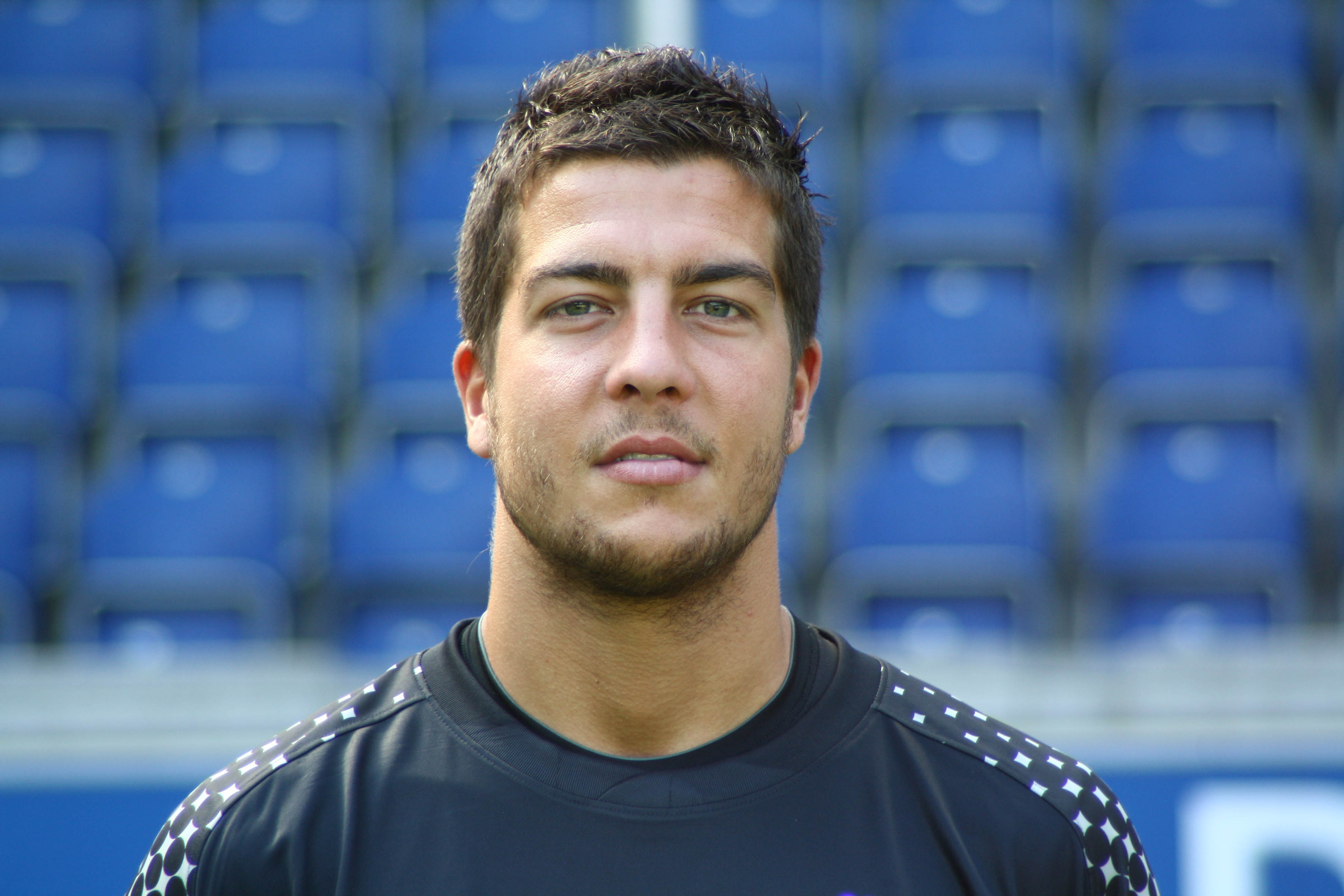
Florian Fromlowitz

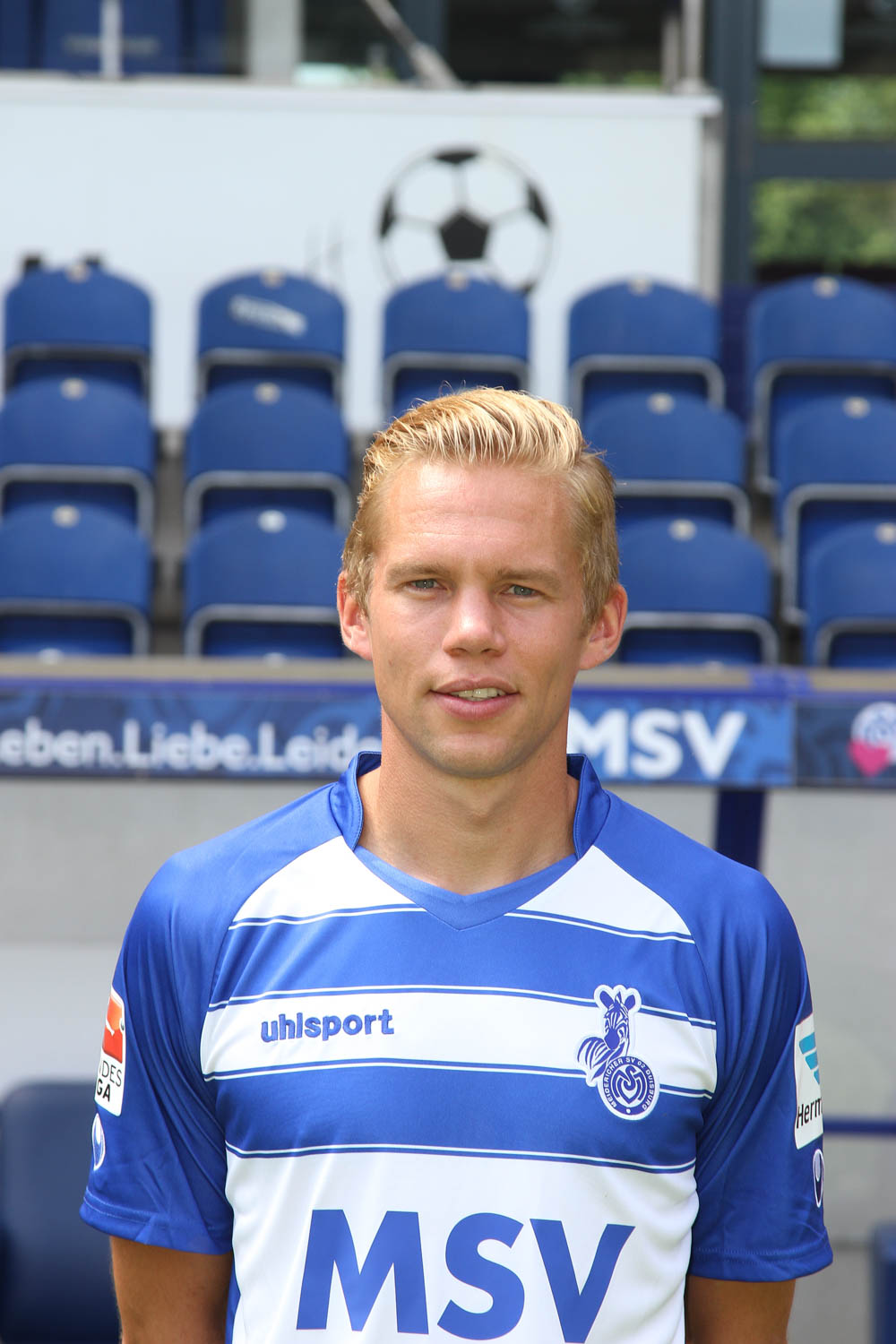
Dennis Grothe

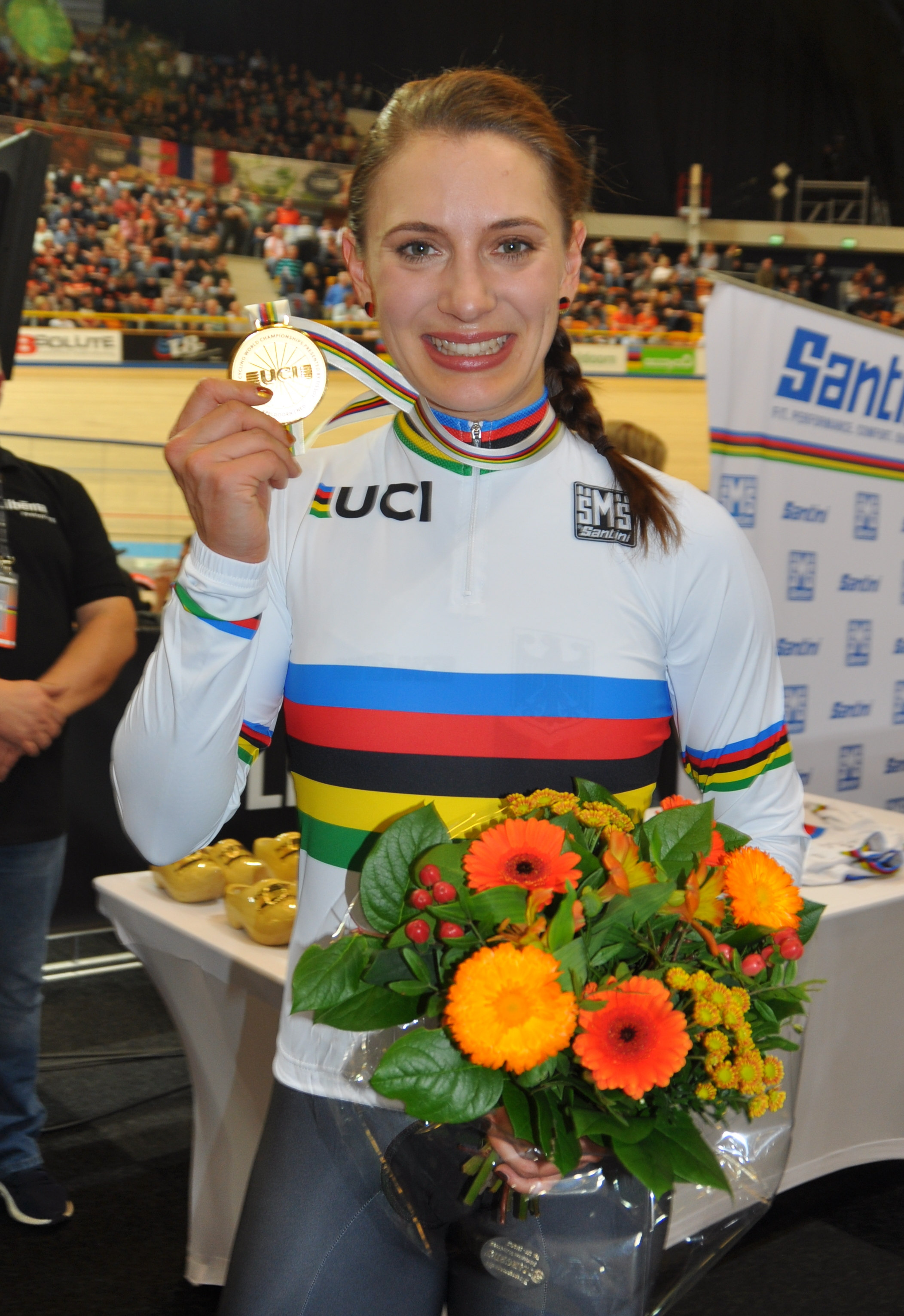
Miriam Welte

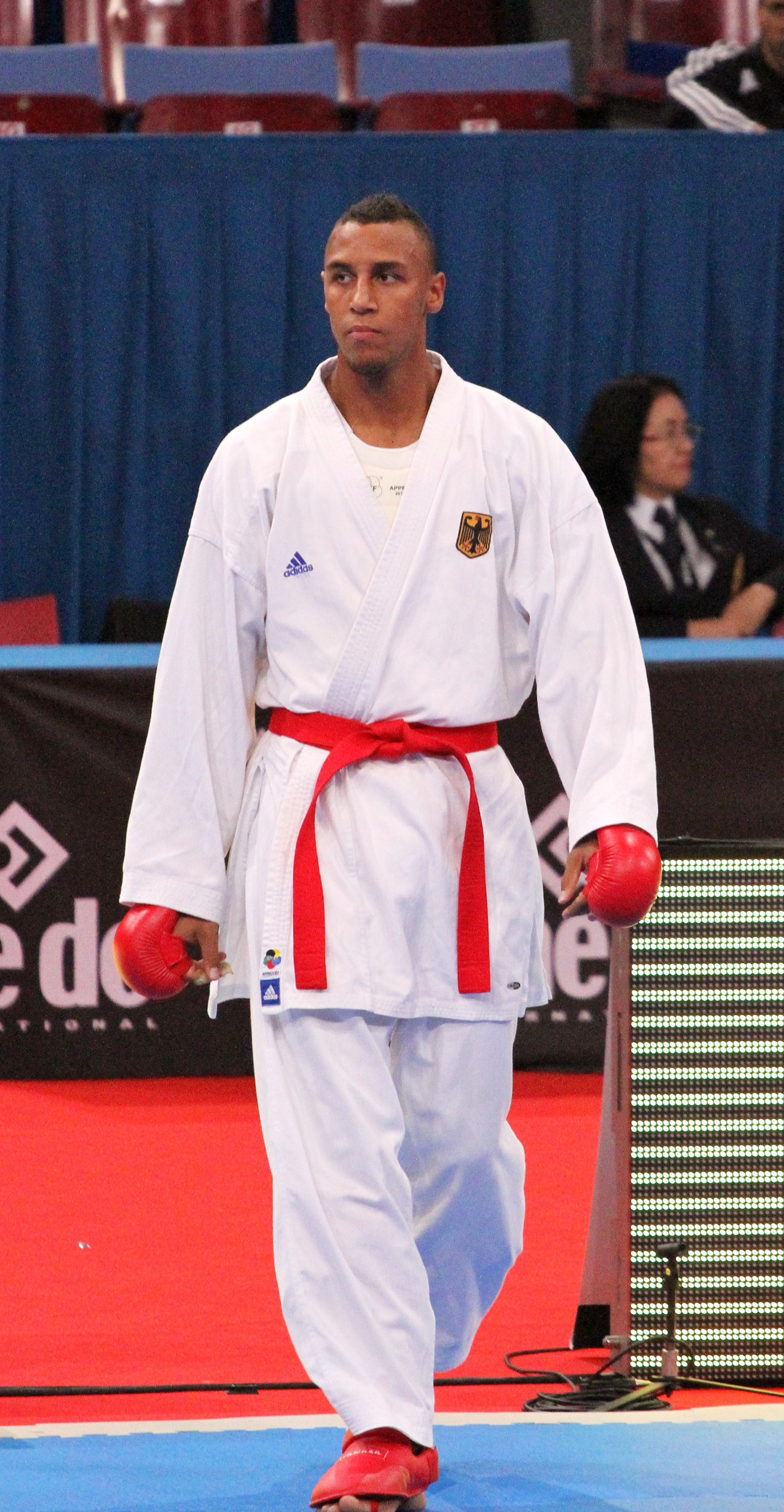
Jonathan Horne

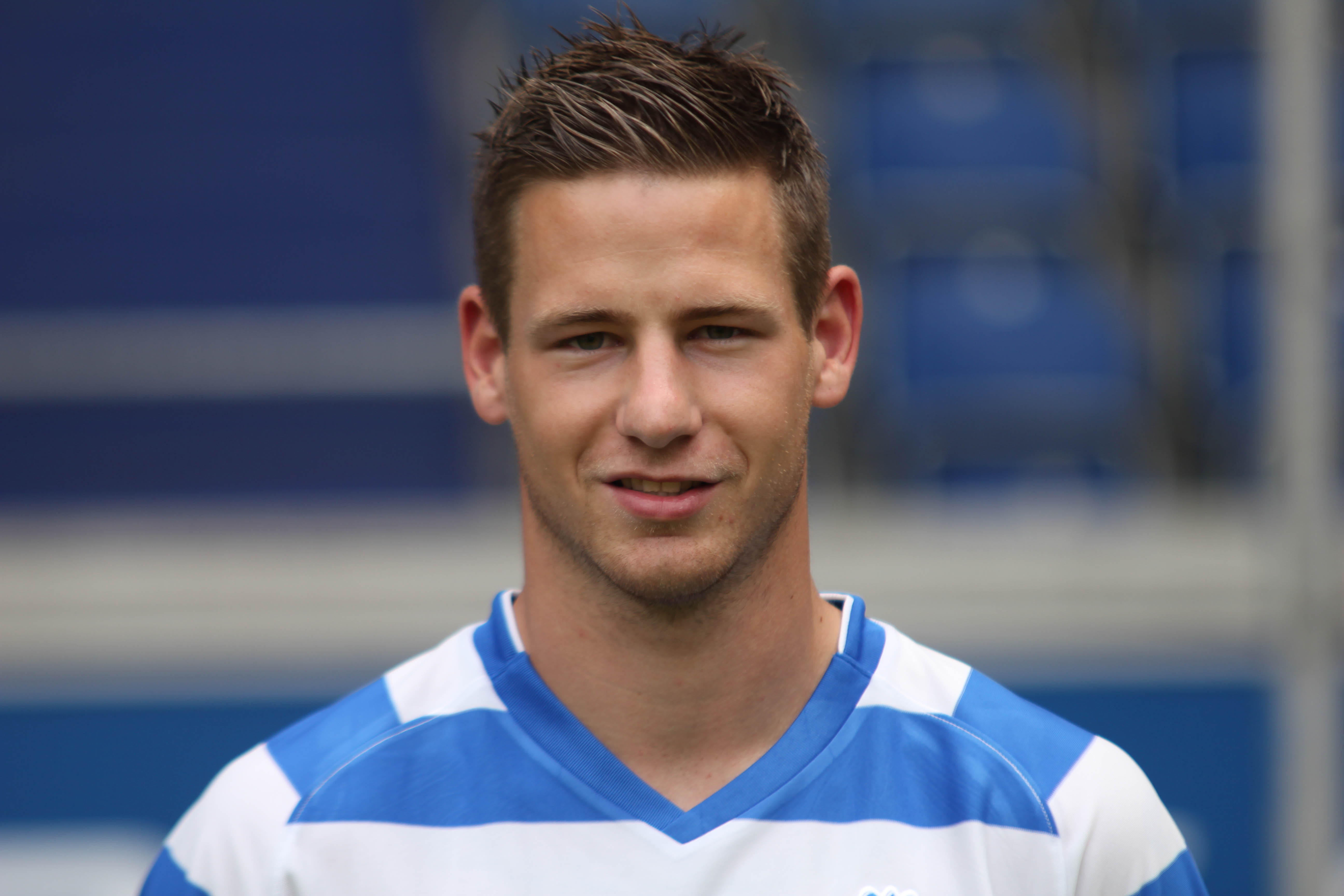
Timo Perthel

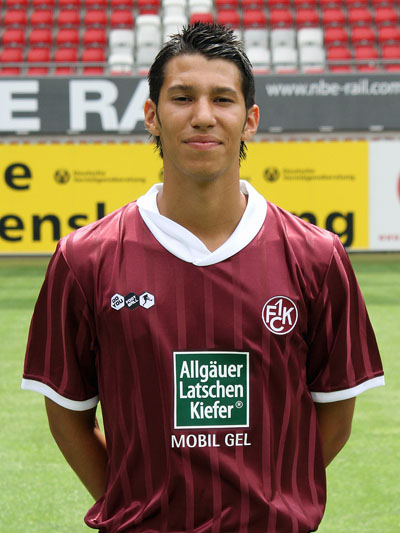
Marcel Correia

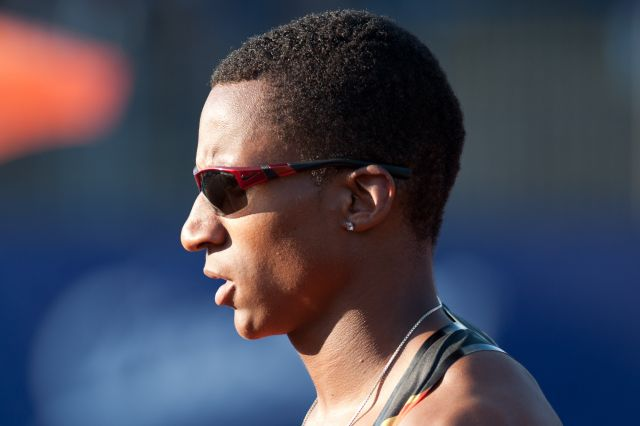
Raphael Holzdeppe

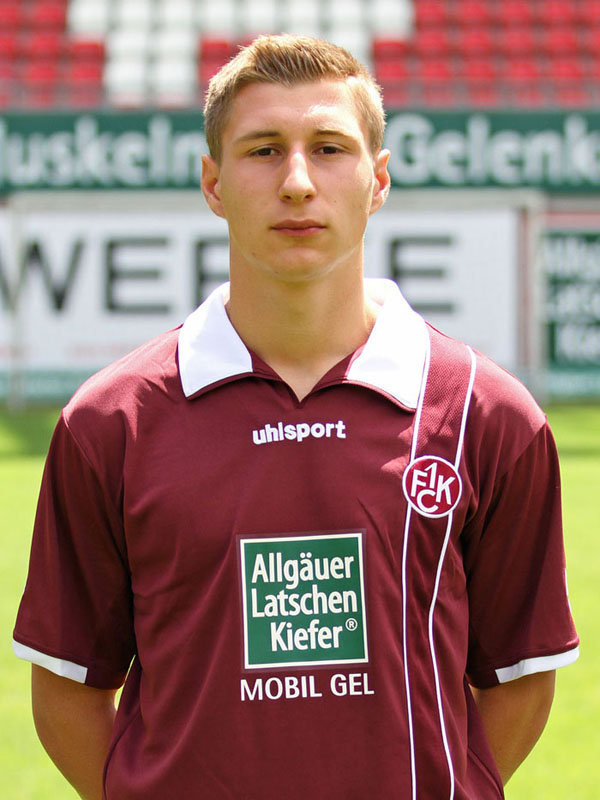
Willi Orban

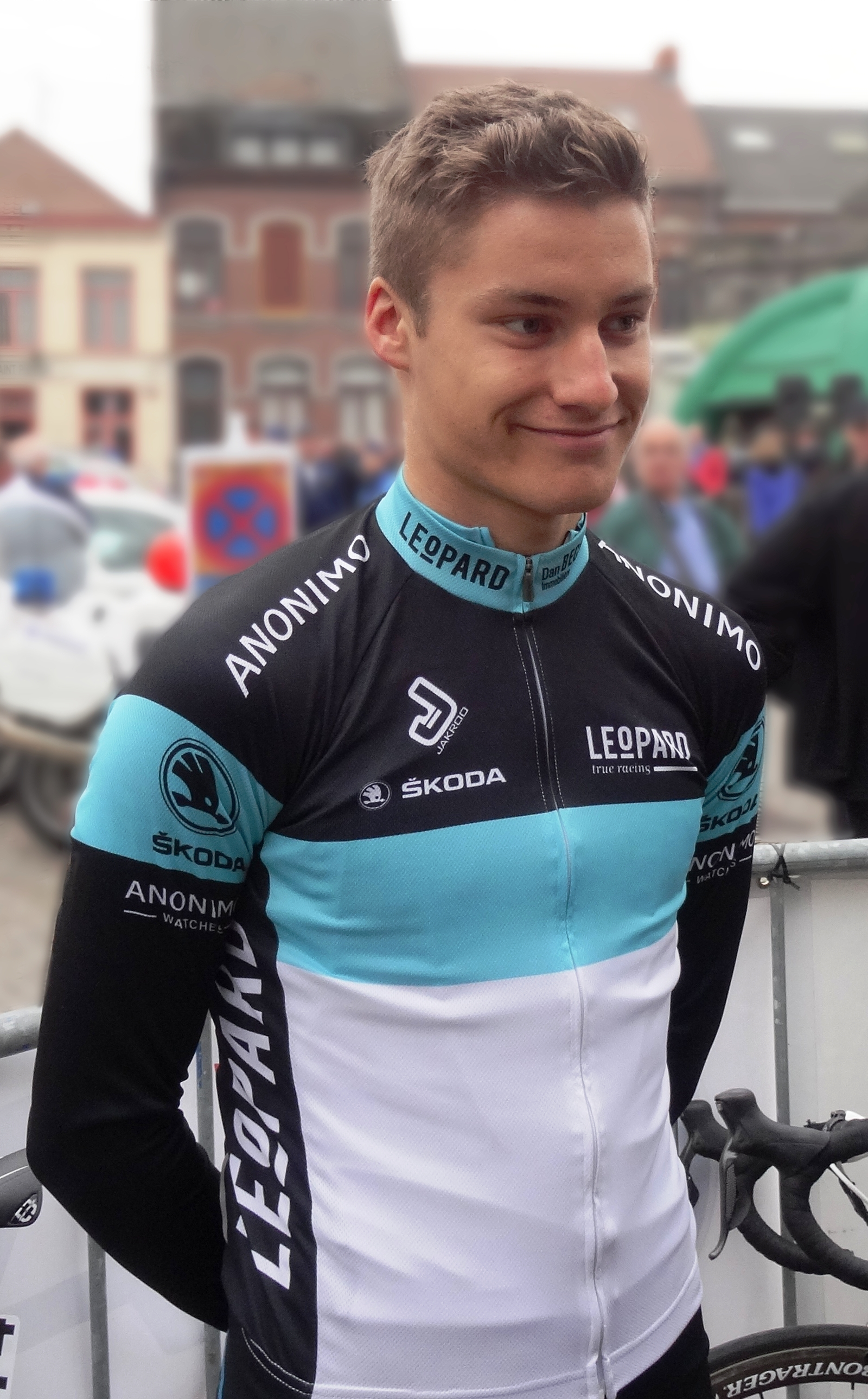
Marco König

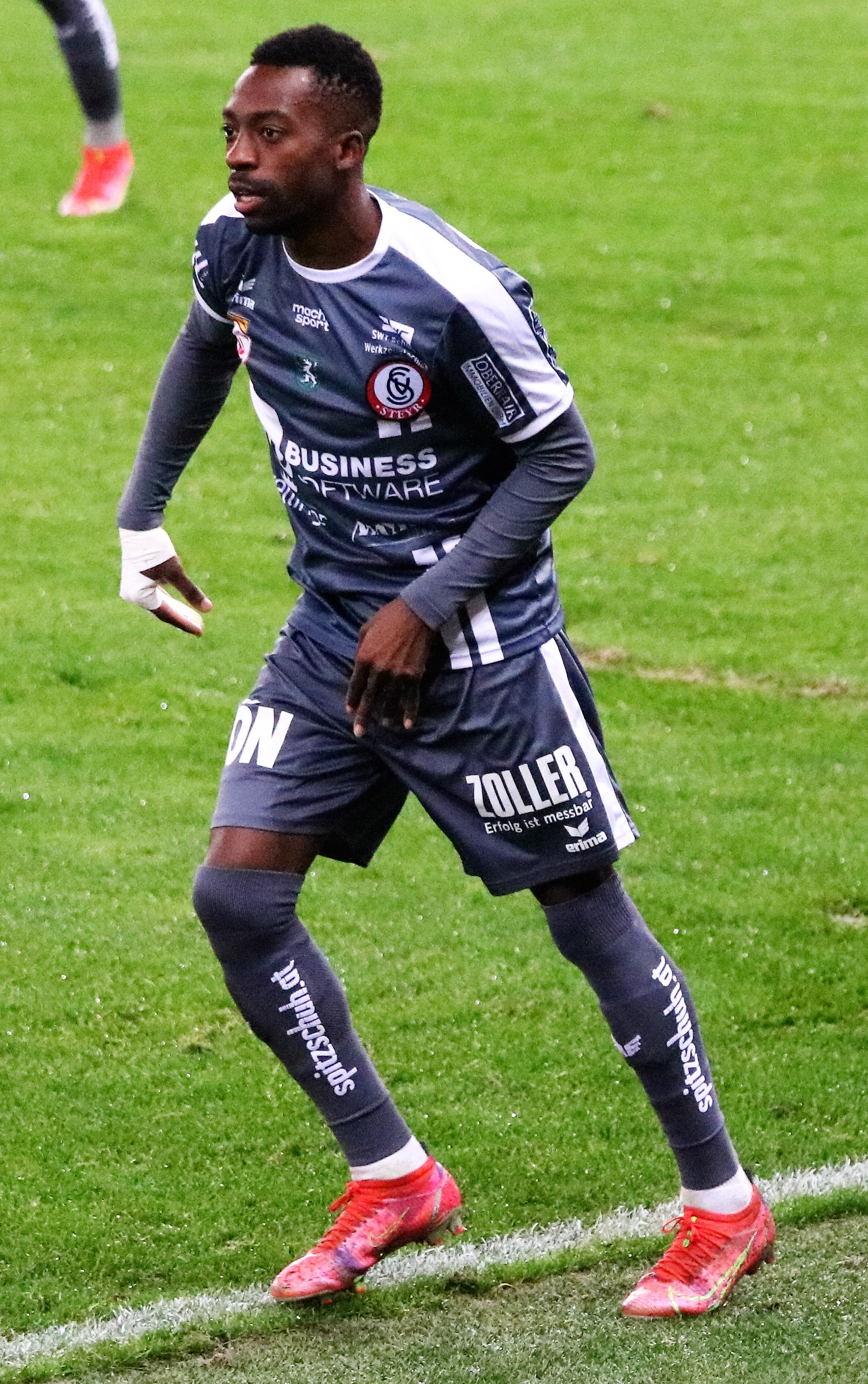
Gerhard Dombaxi

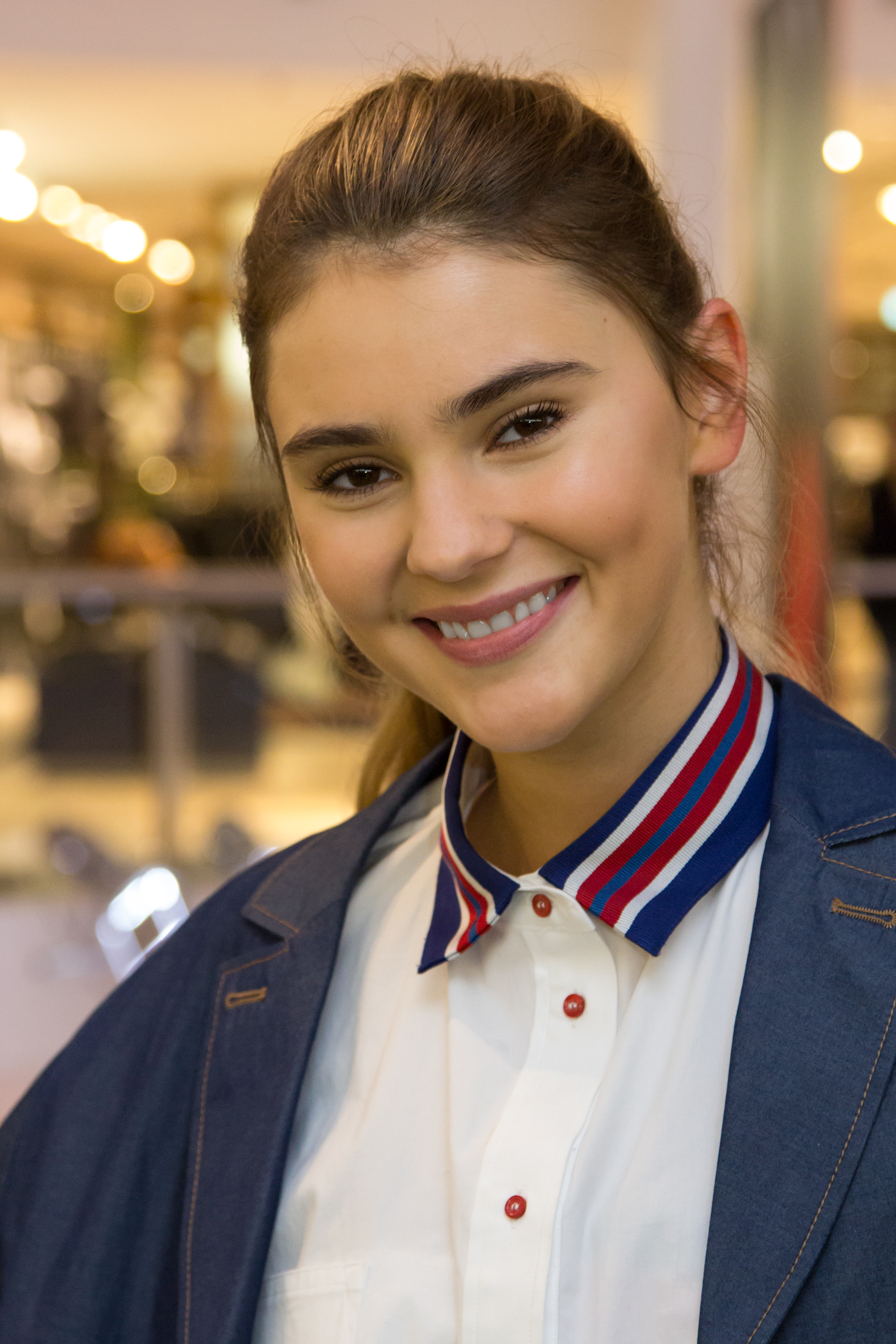
Stefanie Giesinger

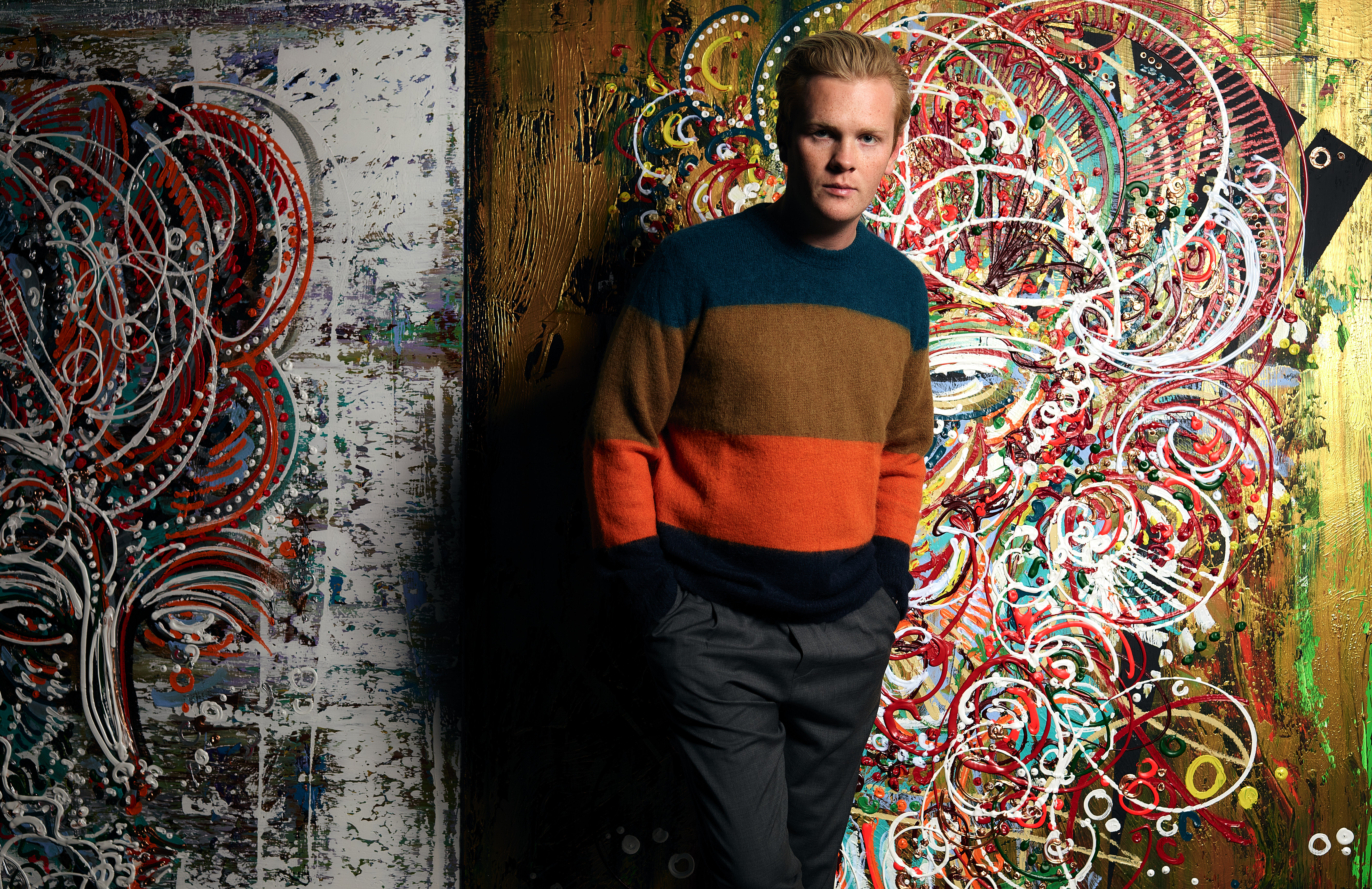
Leon Löwentraut

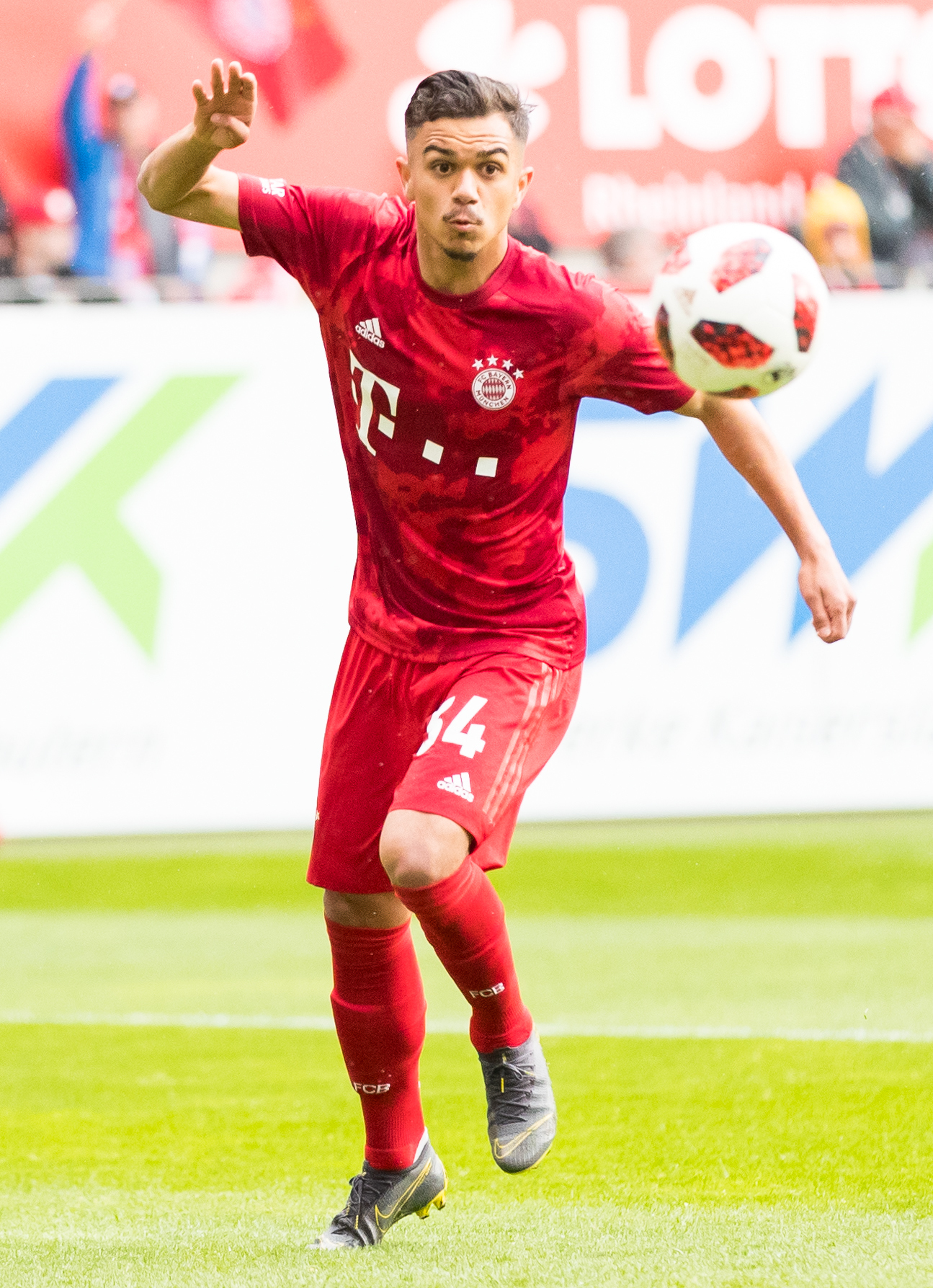
Oliver Batista-Meier

- Philipp von Flersheim (1481–1552), Fürstbischof von Speyer
- Dorothea von Pfalz-Simmern (1581–1631), Pfalzgräfin von Simmern
- Johann Adam Pollich (1741–1780), Arzt und Naturforscher
- Johann Wilhelm Fliesen (1766–1852), evangelischer Kirchenjurist und bayerischer Beamter
- Franz Daniel Rettig (1767–1837), Politiker
- Philipp Casimir Krafft (1773–1836), Tabakfabrikant und Politiker
- Wilhelm von Horn (1784–1847), Generalmajor der Bayerischen Armee
- Philipp Hepp (1797–1867), Arzt und Botaniker
- Franz Flamin Meuth (1800–1884), Industrieller

## 19. Jahrhundert

### 1801 bis 1850
- Johann Schmeisser (1802–nach 1876), Architekt
- Johann Adolph Gelbert (1806–1881), Politiker
- Nikolaus Schmitt (1806–1860), Abgeordneter der Frankfurter Nationalversammlung
- Ludwig Schandein (1813–1894), Volkskundler und Mundartdichter
- Franz Daniel Bender (1815–1881), Bierbrauer
- Carl Ludwig Fischer (1816–1877), Komponist
- Johann Peter Gelbert (1816–1878), Pfarrer und bayerischer Landtagsabgeordneter
- Johann Wilhelm Jacob (1816–1888), Rentier, Gutsbesitzer und Politiker
- Carl Jacob (1818–1895), Autor und Politiker
- Georg Michael Pfaff (1823–1893), Unternehmensgründer (Pfaff-Nähmaschinen)
- Franz Martin (1826–1906), bayerischer Generalmajor
- Philipp Peter Schmidt (1829–1878), Kaufmann und Politiker
- Theodor Pixis (1831–1907), Maler und Illustrator
- Adolf Kröber (1834–1896), Bierbrauer, Unternehmer und Politiker
- Karl Albrecht von Ritter (1836–1917), Forstrat, Regierungsdirektor und Gründungsvorsitzender des Pfälzerwald-Vereines
- Philipp Karcher (1837–1894), Unternehmer
- Karl Wilhelm Faber (1842–1903), Altphilologe und Schriftsteller
- Carl Karcher (1843–1913), Unternehmer
- Emil von Maillot de la Treille (1845–1882), Verwaltungsbeamter
- Ludwig Medicus (1847–1915), Pharmazeut und Chemiker

### 1851 bis 1870
- Oskar Königshöfer (1851–1911), Augenarzt
- August Stein (1851–1920), Journalist
- Georg Pfaff (1853–1917), Unternehmer und Nähmaschinenfabrikant
- Lina Pfaff (1854–1929), Kommerzienrätin
- Friedrich Sander (1856–1899), Instrumentenbauer
- Ernst Westhoven (1856–1935), Mediziner
- Carl Müller (1857–1931), Chemiker
- Friedrich Neumayer (1857–1933), Politiker (BMP, DVdP)
- Wilhelm Köhl (1859–1942), bayerischer Offizier, zuletzt Generalleutnant im Ersten Weltkrieg
- Friedrich Thomas (1861–1939), deutscher Landrat
- Josef Röder (1862–1900), Architekt der Neugotik
- Max Ringeisen (1863–1945), deutsch-schweizerischer Komponist, Dirigent und Musikverleger
- Rudolf Sander (1866–1942), Instrumentenbauer
- Johannes Pfleger (1867–1957), Chemiker
- Gustav Herbig (1868–1925), Linguist
- Adolf Lieb (1868–nach 1934), Verwaltungsjurist und Bezirksamtmann
- Karl Orth (1869–1942), Maler
- Karl Georg Bernzott (1870–1932), Politiker (BVP)

### 1871 bis 1880
- Oskar Breitling (1872–1960), Radrennfahrer
- Eugen Hönig (1873–1945), Architekt
- Ludwig Vogt (1873–1957), Offizier, zuletzt Generalmajor der Reichswehr, und Autor
- Lina Hilger (1874–1942), Pädagogin
- Wilhelm Lermann (1874–1952), Klassischer Philologe, Numismatiker und Fachautor
- Hartwig Neumond (1874–1930), Jurist
- Frieda Lehndorff (1876–1962), Schauspielerin bei Bühne und Film
- Georg Faber (1877–1966), Mathematiker
- Georg Gollwitzer (1877–1941), Politiker (DVP)
- Ernst Vogt (1877–1918), Historiker
- Barnaba Zirkel (1877–1944), Steyler Missionsschwester und Märtyrin
- Rudolf Schwarz (1878–1960), Bildhauer
- Josef Höffler (1879–1915), Bildhauer
- Willi Huber (1879–1957), Unternehmer
- Adolf Stoffel (1880–1937), Orthopäde

### 1881 bis 1890
- Richard Forthuber (1882–1957), Politiker (parteilos)
- Friedrich Pfister (1883–1967), Philologe
- Friedrich Larouette (1884 – nach 1947), Architekt
- Fritz Neumayer (1884–1973), Politiker (FDP, FVP, DP) und Minister
- Heinrich Rheinstrom (1884–1960), deutsch-amerikanischer Rechtsanwalt
- Otto Schellhaas (1884–1962), Politiker, Landrat des Landkreises Kaiserslautern
- Johanna Terwin (1884–1962), Schauspielerin
- Alexander Müller (1885–1959), Politiker (SPD)
- Rudolf Wihr (1885–1936), Lehrer und Heimatforscher
- Hans Feßmeyer (1886–1956), Lehrer und Heimatforscher, Verfasser einer Stadtgeschichte von Grünstadt
- Heinrich Hartz (1886–1965), Priester
- Wilhelm Helfer (1886–1954), Politiker (NSDAP)
- Fritz Ecarius (1886–1966), OB von Ludwigshafen am Rhein 1930–37
- Ludwig Waldschmidt (1886–1957), Maler und Graphiker
- Emil Berg (1887–nach 1943), Politiker (DNVP)
- Walter Antz (1888–1955), Polizeipräsident und bayerischer Staatsbeamter
- Karl Pfaff (1888–1952), Unternehmer und Nähmaschinenfabrikant
- Karl Berg (1888–1961), Politiker (SPD)
- Jakob Preh (1889–1945), Unternehmer
- Hans Weisbrod (1889–1970), Politiker, Oberbürgermeister der Stadt von 1932 bis 1938
- Theodor Brandt (1890–1981), lutherischer Theologe, Pfarrer und Leiter der Bibelschule des MBK

### 1891 bis 1900
- Ludwig Leist (1891–1967), Verwaltungsbeamter, SA-Führer und Stadthauptmann von Warschau
- Oskar Brill (1892–1956), Opfer des Dritten Reichs
- Fritz Korter (1892–1945), Bildhauer
- Rudolf Schoen (1892–1979), Mediziner
- Alfred Dang (1893–1956), Journalist und Pädagoge
- Eugen Hertel (1893–1973), Politiker (SPD)
- Alfred Kiefer (1893–1977), Verwaltungsjurist
- Josef König (1893–1974), Philosoph
- Benno Martin (1893–1975), Politiker (NSDAP)
- Ludwig Reichert (1894–1957), rheinland-pfälzischer Politiker (Zentrum, CDU)
- Ludwig Philipp Lude (1895–1961), Politiker (SPD)
- Josef Mages (1895–1977), Bildhauer
- Heinrich Hopff (1896–1977), Schweizer Chemiker.
- Adolf Höhn (1896–1973), Opfer des Dritten Reichs
- Karl Plauth (1896–1927), Pilot
- August Groel (1898–1989), Widerstandskämpfer gegen den Nationalsozialismus und Mitarbeiter im DDR-Außenhandelsministerium
- Carola Dauber (1898–1985), Politikerin (SPD)
- Elisabeth Schliebe-Lippert (1898–1993), Psychologin, Kinder- und Jugendliteraturforscherin und Ministerialrätin
- Rudolf Thiel (1899–1981), Autor
- Karl Heinrich Roth-Lutra (1900–1984), Anthropologe

## 20. Jahrhundert

### 1901 bis 1910
- Herbert Buhl (1901–1963), Politiker (SPD)
- Philipp Mees (1901–1971), Widerstandskämpfer gegen den Nationalsozialismus und Politiker (SPD)
- Ernst Reibstein (1901–1966), Journalist und Völkerrechtshistoriker
- Walther Wüst (1901–1993), Orientalist und Wissenschaftler
- Erich Bohley (1902–1991), Jurist
- Emil Krieger (1902–1979), Bildhauer und Graphiker
- Georg Jakob Best (1903–2003), Maler, Grafiker und Bildhauer
- Carl Maria Kiesel (1903–1971), Künstler und Widerstandskämpfer gegen den Nationalsozialismus
- Kurt Schmitt (1903–1990), Bildhauer
- Kurt Kölsch (1904–1968), Politiker (NSDAP)
- Heinz Lieberich (1905–1999), Rechtshistoriker und Archivar
- Ludwig Gehm (1905–2002), Widerstandskämpfer gegen den Nationalsozialismus
- Ludwig Fischer (1905–1947), Politiker (NSDAP)
- Peter Paul Seeberger (1906–1993), Architekt
- Kurt Siebert (1906–1995), Pflanzenbauwissenschaftler
- Carl Schuster (1907–2004), Journalist und Autor
- Franz Hammer (1908–1985), Autor, Publizist, Lektor, Literaturkritiker und Kulturfunktionär
- Karl Theodor Jacob (1908–1980), Politiker (CSU)
- Philipp Mohler (1908–1982), Komponist
- Anton Graßl (1909–1990), Ministerialbeamter
- Albert Conrad (1910–1985), Fußballspieler und Politiker (NSDAP)
- Erich Hoffmann (1910–1967), Bildhauer
- Hilde Mattauch (1910–2002), Sopranistin
- Richard Menges (1910–1998), Steinbildhauer

### 1911 bis 1920
- Hermann Eicher (1911–1984), Jurist und Politiker
- Walter Kreienberg (1911–1994), Präsident der Ärztekammer Rheinland-Pfalz
- Heinrich Steiner (1911–2009), Maler
- Heinrich Schaub (1911–1943), Fußballspieler
- Albert Dusch (1912–2002), Fußballschiedsrichter
- Addi Schaurer (1912–1990), Künstler und Lehrer
- Lotte Strub-Rayß (1912–2008), Lehrerin, Autorin und Opfer des sowjetischen Gulag-Systems
- Hans Weber (1912–2000), Unternehmer
- Erich Graßl (1913–2008), Allgemeinarzt und Psychologe
- Marlott Persijn-Vautz (1917–2003), Musikerin, Pianistin, Korrepetitorin und Journalistin
- Karl-Heinz Folz (1918–1945), Fußballspieler
- Richard Schneider (1919–1982), Fußballspieler
- Heinz Friedel (1919–2009), Stadtarchivar und Autor
- Anneliese Kohleiss (1919–1995), Frauenrechtlerin und Juristin
- Kurt Georgi (1920–1999), Gewerkschafter
- Franz Sackmann (1920–2011), Politiker (CSU)
- Georg Tochtermann (1920–2013), Jurist und Politiker (SPD)
- Fritz Walter (1920–2002), Fußballspieler, Fußballweltmeister 1954, Ehrenspielführer der Deutschen Nationalelf

### 1921 bis 1930
- Paul Baum (1921–nach 1949), Fußballspieler
- Edwin Bretz (1921–nach 1968), Fußballspieler
- Werner Karl Maas (1921–2019), US-amerikanischer Mikrobiologe, Pharmakologe, Genforscher und Hochschullehrer
- Rudi Michel (1921–2008), Sportjournalist
- Walter Fitz (1921–1992), Schauspieler und Sänger
- Erich Folz (1921–1994), Fußballspieler
- Ludwig Hamm (1921–1999), Jurist und Politiker
- Friedrich Hammer (1921–2012), Fußballspieler
- Rudolf Rumetsch (1921–1998), Verwaltungsjurist, Ministerialbeamter und Politiker (FDP)
- Josef Wilhelm (1921–2003), Generalmajor
- Emil Demmerle (1922–1973), Politiker (CDU), Erster Bürgermeister der Stadt
- Bernhard Fuchs (1922–2016), Fußballspieler
- Ludwig Walter (1922–1993), Fußballspieler
- Theobald Baumann (1923–1944), Fußballspieler
- Erna de Vries (1923–2021), Überlebende des Holocaust und Zeitzeugin
- Heinrich Kron (1923–2007), evangelischer Theologe
- Ernst Liebrich (1923–2001), Fußballspieler
- Hans Herrmann (1924–2002), Pädagoge und Politiker (SPD)
- Ottmar Walter (1924–2013), Fußballspieler, Fußballweltmeister 1954
- Werner Kohlmeyer (1924–1974), Fußballspieler, Fußballweltmeister 1954
- Hermann Dietz (1925–2016), Neurochirurg
- Susanne Faschon (1925–1995), Schriftstellerin
- Anni Becker (1926–2009), Sängerin und Autorin
- Ferdinand Hahn (1926–2015), Theologe und Hochschullehrer
- Gérard Koch (1926–2014), Bildhauer
- Norbert Otto Louis (1926–2013), Maler und Grafiker
- Theo Vondano (1926–1993), Politiker (CDU)
- Werner Laubscher (1927–2013), Autor
- Werner Liebrich (1927–1995), Fußballspieler, Fußballweltmeister 1954
- Gerhard Ruf (1927–2008), Ordensbruder der Franziskaner-Minoriten-Provinz St. Elisabeth
- Hansgeorg Baßler (1928–2001), Autor, Rundfunkmoderator und Pfälzer Mundartdichter
- Kurt Berndt (1928–2020), Fußballspieler und -trainer
- Friedrich Nürnberger (1929–2013), Dermatologe
- Wolfgang Schnell (1929–2006), Physiker
- Elmar Weindel (* 1929), Botschafter
- Hans Jung (1930–2012), Politiker (SPD)
- Günter Lensch (* 1930), Mineraloge und Hochschullehrer

### 1931 bis 1940
- Peter Fitz (1931–2013), Schauspieler
- Max Vollkommer (1931–2025), Jurist und Hochschullehrer
- Margot Wicki-Schwarzschild (1931–2020), Überlebende des Holocaust und Zeitzeugin
- Franz Fippinger (1932–2013), Psychologe und Pädagoge
- Walter Becker (1932–2012), Radrennfahrer
- Karl Heinz Chelius (1934–2013), Klassischer Philologe
- Heinz Denig (1934–2020), Kunstschmied
- Marliese Fuhrmann (1934–2015), Schriftstellerin
- Hans Sprengard (* 1934), Fußballspieler
- Klaus Ebling (* 1935), Jurist
- Peter Kuntz (* 1935), Fußballspieler
- Günter Neurohr (1935–2011), Politiker (SPD, CDU, parteilos)
- Günther Schwamm (1935–2015), Politiker (SPD)
- Eugen Damm (1936–2017), Schauspieler und Mundartdichter
- Joachim Stöckle (1936–2013), Politiker (CDU)
- Klaus Fritzinger (1937–2015), Fußballspieler,  Autorennfahrer und Unternehmer
- Karl Scherer (* 1937), Historiker
- Karl Mildenberger (1937–2018), Profiboxer
- Willi Brendel (1938–2006), Hockeyspieler
- Emil Schulz (1938–2010), Boxer und olympischer Silbermedaillengewinner
- Georg Gölter (1938–2025), Politiker (CDU)
- Hans-Jakob Heger (* 1938), Industrieunternehmer
- Günter Kuntz (* 1938), Fußballspieler
- Anselm Zeller (1938–2023), römisch-katholischer Priester
- Inse Cornelssen (* 1940), Volkswirtin und emeritierte Professorin für Volkswirtschaftslehre an der Hochschule Hannover
- Hans-Werner Hector (* 1940), Unternehmer, SAP-Gründer
- Bernd Klimmer (* 1940), Autor, Dozent und Maler
- Volker Klimmer (* 1940),  Apotheker, Bandleader einer Tanzband und Jazzmusiker
- Walter Gerd Rödel (1940–2009), Historiker
- Helga Schneider (* 1940), Dichterin
- Dietmar Schwager (1940–2018), Fußballspieler
- Norbert Thines (1940–2021), Fußball-Funktionär
- Heinrich Weber (* 1940), Linguist, Germanist und emeritierter Hochschullehrer an der Eberhard Karls Universität Tübingen

### 1941 bis 1950
- Karl Diller (* 1941), Politiker (SPD)
- Hans Jürgen Gerner (* 1941), Orthopäde, Rehabilitationswissenschaftler und Hochschullehrer
- Gernot Rumpf (1941–2025), Bildhauer
- Jürgen Neumann (1941–2002), Fußballspieler
- Peter Steck (1941–2023), Psychologe
- Eckhard Wollenweber (* 1941), Botaniker und Hochschullehrer
- Detlef Grieswelle (* 1942),  Kultursoziologe, Politikberater und Autor
- Friedrich Hatzenbühler (* 1942), Rundfunkredakteur
- Kurt Lechner (* 1942), Politiker (CDU)
- Fritz Fuchs (* 1943), Fußballspieler
- Roland Kirsch (1943–2021), Fußballspieler
- Wolfgang Antes (* 1944), Politiker (CDU)
- Hansjörg Schäfer (1944–2023), Politiker (SPD)
- Robert Jung (* 1944), Fußballspieler
- Jürgen Weber (* 1944), Historiker
- Jürgen Emig (* 1945), Fernsehreporter
- Volker Rödel (* 1945), Historiker und Archivar
- Walter Altherr (* 1946), Politiker (CDU)
- Carla Bregenzer (* 1946), Politikerin (SPD)
- Gerhard Herzog (* 1946), von 1997 bis 2002 Vorstandsmitglied des 1. FC Kaiserslautern
- Arthur Heyne (* 1946), Ruderer
- Jürgen Keddigkeit (* 1946), Historiker
- Rolf Kreienberg (1946–2021), Gynäkologe und Geburtshelfer
- Michael Bauer (* 1947), Journalist
- Werner Fuchs (1948–1999), Fußballspieler
- Ruth Leppla (* 1948), Politikerin (SPD)
- Klaus-Michael Mallmann (* 1948), Historiker
- Reinhard Ader (* 1949), Maler und ehemaliger Keramiker
- Christine Baumann (* 1949), Politikerin (SPD)
- Beatrix Von Conta (* 1949), Fotografin
- Peter R. Weilemann (1949–2010), Politikwissenschaftler
- Bernd Fischer (* 1950), Botschafter
- Helmut Gabbert (* 1950), Pathologe
- Walter Schumacher (* 1950), Politiker (SPD)

### 1951 bis 1960
- Walter Kißel (* 1951), Altphilologe
- Gerhard Rübel (* 1951), Ökonom
- Walter Thießen (1951–2014), Manager
- Dagmar Hartig (* 1952), Fotografin und Künstlerin
- Lothar Huber (* 1952), Fußballspieler
- Veit Müller (* 1952), Journalist und Autor
- Doris Rübel (* 1952), Kinderbuchillustratorin und -autorin
- Gunter Senft (* 1952), Sprachwissenschaftler
- Wolfgang Sofsky (* 1952), Soziologe, Autor und Essayist
- Michael Becker (* 1953), Jurist und Fußballspielervermittler
- Gabriele Keiser (* 1953), Autorin
- Andrea Beyer (* 1954),  Ökonomin, Professorin und Autorin
- Hans Robert Hiegel (* 1954), Architekt
- Manfred Hofmann (* 1954), General der Bundeswehr
- Karl-Heinz Joseph (1954–2007), Politiker (SPD)
- Wolfgang Krauß (* 1954), Theologe
- Wolfgang Müller (* 1954), Archivar und Landeshistoriker im Saarland
- Christian Mueller-Goldingen (* 1954), Altphilologe
- Annerose Nickel (* 1954), Bildhauerin
- Silvia Bervingas (* 1955), Schauspielerin und Regisseurin
- Hans-Peter Briegel (* 1955), Fußballspieler
- Brigitte Freihold (* 1955), Politikerin (DIE LINKE)
- Klaus Weichel (* 1955), seit 2007 Oberbürgermeister von Kaiserslautern
- Jochen Dewerth (* 1956), Maler
- Bernd Franzinger (* 1956), Schriftsteller und Kabarettist
- Uwe Kopf (1956–2017), Journalist
- Gerald Jung (* 1956), Übersetzer und Journalist
- Barbara Lahr (* 1957), Musikerin
- Cusch Jung (* 1958), Musiker, Sänger, Regisseur und Schauspieler
- Helmut Sitzmann (* 1958), Chemiker und Hochschullehrer
- Ursula Baus (* 1959), Autorin, Publizistin, Architekturjournalistin und Architekturkritikerin
- Albert Koch (* 1959), Musiker
- Angelika Wende (* 1959), Fernsehmoderatorin, Autorin, bildende Künstlerin und Sprecherin
- Liane Jessen (* vor 1960), Fernsehredakteurin
- Uwe Benkel (* 1960), Vermisstenforscher
- Andreas Fillibeck (* 1960), Satiriker und Autor
- Eugen Hach (* 1960), Fußballspieler
- Petra Kahlfeldt (* 1960), Architektin und Professorin
- Vera Lutter (* 1960), Künstlerin
- Michael Maue (* 1960), Radrennfahrer
- Thomas Wansch (* 1960), Politiker (SPD)

### 1961 bis 1970
- Ralf Göbel (* 1961), Politiker (CDU)
- Unda Hörner (* 1961), Schriftstellerin
- Gerd Jäger (* 1961), Architekt
- Gunter Kennel (* 1961), Kirchenmusiker
- Maria Palatine (* 1961), Harfenistin und Sängerin
- Manfred Plath (* 1961), Fußballspieler
- Markus Spanier (* 1961), katholischer Geistlicher
- Bernd Wolf (* 1961), Musiker
- Christian Bär (* 1962), Mathematiker
- Klaus-Jürgen Deuser (* 1962), Fernsehmoderator und Comedian
- Regine Günther (* 1962), Klimaexpertin
- Andy Kuntz (* 1962), Rockmusiker und Musicalautor
- Markus Merk (* 1962), Fußballschiedsrichter
- Stefan Schweigert (* 1962), seit 1985 Solo-Fagottist bei den Berliner Philharmonikern
- Holger Seitz (* 1962), Theaterschauspieler, -regisseur und Dramaturg
- Michael Stocks (* 1962), Journalist
- Gerd Sutter (1962–2023), Veterinärmediziner und Virologe
- Stefanie Tücking (1962–2018), Radio- und Fernsehmoderatorin
- Jochen Biganzoli (* 1963), Opernregisseur
- Martin Eckrich (* 1963), Maler und Künstler
- Reiner Gies (* 1963), Boxer und olympischer Bronzemedaillengewinner in Seoul (1988)
- Britta Kanacher (* 1963), Religionswissenschaftlerin
- Nanna Koch (* 1963), Geigerin, Germanistin und Musikwissenschaftlerin
- Susanne Marschall (* 1963), Geisteswissenschaftlerin und Professorin für Medienwissenschaft an der Eberhard Karls Universität Tübingen
- Udo Weilacher (* 1963), Landschaftsarchitekt, Universitätsprofessor und Autor
- Michael Bienert (* 1964), Publizist und Literaturwissenschaftler
- Peter Dorsch (* 1964), Theaterregisseur
- Dieter Kitzmann (* 1964), Fußballspieler
- Heiko Plank (* 1964), Komponist, Improvisationsmusiker, Instrumentalist und Erfinder des elektro-akustischen Musikinstruments „plank“
- Bernhard Schieffer (* 1964), Mediziner
- Karin Seven (* 1964), Schauspielerin und Autorin
- Andreas Vilcinskas (* 1964), Zoologe, Forscher und Hochschullehrer
- Gunther Wolf (* 1964), Unternehmensberater
- Stefan Budian (* 1965), Künstler
- Sylvie Dervaux (* 1965), französische Drehbuchautorin
- Lars Henrik Gass (* 1965), Autor, Filmhistoriker und Kurator
- Markus Sprengler (* 1965), Sänger und Musikdozent
- Stefan Brink (* 1966), Verwaltungsjurist
- René Dumont (* 1966), Schauspieler
- Romeo Franz (* 1966), Musiker und Politiker (GRÜNE)
- Uwe Fuchs (* 1966), Fußballspieler
- Harald Giessen (* 1966), Physiker und Hochschullehrer
- Ralf Kleber (* 1966), Betriebswirt und Manager
- Susanne Wimmer-Leonhardt (* 1966), Politikerin (SPD)
- Stephan Denzer (* 1967), Fernsehredakteur, Kabarettist, Kulturmanager und Fernsehproduzent
- Volker Helfrich (* 1967), Schauspieler
- Ralf Neunzling (* 1967), Hochspringer
- Andreas Rahm (* 1967), Politiker (SPD)
- Marcus Stumpf (* 1967), Archivar und Archivwissenschaftler
- Martin Damm (* 1968), Produzent und Musiker
- Beate Kimmel (* 1968), Politikerin (SPD)
- Ernst-Christian Koch (* 1968), Chemiker und Explosivstoffspezialist
- Silke Meier (* 1968), Tennisspielerin
- Carmen Mörsch (* 1968), Künstlerin, Kulturwissenschaftlerin und Kunstvermittlerin
- Christine Leins (* 1969), Künstlerin
- Bernd Neunzling (* 1969), Schauspieler und Autor
- Karina Pallagst (* 1969), Raumplanerin und Hochschullehrerin für Internationale Planungssysteme
- Markus Rinderspacher (* 1969), Politiker (SPD)
- Olaf Schindler (* 1969), Basketballspieler
- Tina Ternes (* 1969), Musikerin und Komponistin
- Yvonne Averwerser (* 1970), Politikerin (CDU)
- Antje Leser (* 1970), Kinder- und Jugendbuchautorin
- Klaus Scheidel (1970–2011), Bogenschütze

### 1971 bis 1980
- Arno Frank (* 1971), Journalist
- Sarah Garner (* 1971), US-amerikanische Leichtgewichts-Ruderin
- Lutz Richter (* 1971), Hochschullehrer
- Thorsten Eppert (* 1972), Moderator, Drehbuchautor und Regisseur
- Sascha Hildmann (* 1972), Fußballspieler - und trainer
- Zvonimir Ankovic (* 1972), Schauspieler
- Christina Bacher (* 1973), Autorin und Journalistin
- Thomas Bastkowski (* 1973), Schauspieler
- Martina Berscheid (* 1973), Biologin und Autorin
- Marcus Damm (* 1974), Pädagoge und Psychologe
- Tobias Gramowski (* 1974), Schauspieler
- Thorsten Bischoff (* 1975), politischer Beamter (SPD)
- Carsten Koch (* 1975), Organist und Chorleiter
- Simone Ballack (* 1976), Teilnehmerin an Fernsehshows
- Thorsten Benkel (* 1976), Soziologe
- Alexander Dietzen (* 1976), Soldat
- Erik Haffner (* 1976), Regisseur
- Marcus Klein (* 1976), Politiker (CDU)
- Thomas Riedl (* 1976), Fußballspieler und Trainer
- Daniel Stich (* 1976), Politiker (SPD)
- Benjamin Appel (* 1977), Musiker
- Daniel Graf (* 1977), Fußballspieler
- Nicole Kneller (* 1977), Biathletin
- Sigrid Leyendecker (* 1977), Ingenieurin
- Christoph Lode (* 1977), Autor
- Ulla Lohmann (* 1977), Fotojournalistin und Dokumentarfilmerin
- Sierk Radzei (* 1977), Schauspieler
- Thomas Wagner (* 1977), Mediendesigner und Hochschullehrer
- Manolito Mario Franz (* 1978), Sänger
- Patrick Fuchs (* 1978), Musiker, Sänger und Multiinstrumentalist
- Dorothee Martin (* 1978), Politikerin (SPD)
- Rebekka Reuber (* 1978), Drehbuchautorin
- Manfred Schulz (* 1978), Politiker, seit 2023 Bürgermeister von Kaiserslautern
- Christian Karsch (* 1979),  Reporter, Journalist, Fernsehproduzent, Dozent und Moderator
- Uwe Kraus (* 1979), Autor
- Philip Schulz (* 1979), Radsportler
- Lisa Wagner (* 1979), Schauspielerin
- Sebastian Baden (* 1980), Kunsthistoriker
- Erland Hellström (* 1980), schwedischer Fußballspieler
- Daniel Huppert (* 1980), Dirigent und Hochschullehrer

### 1981 bis 1990
- Mathias Abel (* 1981), Fußballspieler
- Daniel Schäffner (* 1981), Politiker (SPD)
- Pauline Endres de Oliveira (* 1982), Rechtswissenschaftlerin
- Kristina Nordt (* 1982), Politikerin (CDU)
- Torsten Reuter (* 1982), Fußballspieler
- Patrick Wittich (* 1982), Fußballspieler
- Mark Forster (* 1983), Sänger und Songwriter
- Katharina Hauter (* 1983), Schauspielerin
- Michael Lehmann (* 1984), Fußballspieler
- Michael Pietsch (* 1984), Schauspieler, Puppenbauer und -spieler
- Max Wagner (* 1984), Schauspieler
- Christian Baron (* 1985), Journalist und Schriftsteller
- Thorsten Holzhauser (* 1985), Historiker
- Lisa Felicitas Mattheis (* 1985), Kunsthistorikerin, Kuratorin und Museumsdirektorin
- Alexander Ratter (* 1985), deutsch-österreichischer Film- und Theaterregisseur
- Florian Fromlowitz (* 1986), Fußballspieler
- Dennis Grote (* 1986), Fußballspieler
- Max Leiß (* 1986), Jazzmusiker
- Miriam Welte (* 1986), Bahnradsportlerin
- Daniel Zamani (* 1986), Kunsthistoriker
- Marcel Goldhammer (* 1987), Politiker (AfD), Journalist und Schauspieler
- Marc Groß (* 1987), Fußballspieler
- Fabian Hammes (* 1988), Badmintonspieler
- Marcel Correia (* 1989), Fußballspieler
- Raphael Holzdeppe (* 1989), Stabhochspringer
- Jonathan Horne (* 1989), Karateka
- Timo Perthel (* 1989), Fußballspieler
- Ricky Pinheiro (* 1989), Fußballspieler
- Patrick Wolf (* 1989), Fußballspieler

### 1991 bis 2000
- Richard Domke (* 1991), Badmintonspieler
- Niko Lester (* 1991), US-amerikanisch-deutscher American-Football-Spieler und Fitness-Trainer
- Alina Hammes (* 1992), Badmintonspielerin
- Willi Orban (* 1992), Fußballspieler
- Julia Wendel (* 1992), Radiomoderatorin
- Anne Rheinheimer (* 1993), Fußballspielerin
- Anja Gurres (* 1994), Regisseurin und Autorin
- David Lison (* 1994), Schauspieler
- Marco König (* 1995), Radrennfahrer
- Gerhard Dombaxi (* 1996), Fußballspieler
- Stefanie Giesinger (* 1996), Fotomodell und Mannequin
- Robin Koch (* 1996), Fußballspieler
- Robin Egelhof (* 1997), Handballspieler
- Luca Munzinger (* 1997), Handballspieler
- Yannick Osée (* 1997), Fußballspieler
- Luca Jensen (* 1998), Fußballspieler
- Leon Löwentraut (* 1998), Maler
- Valentino Klos (* 2000), Eishockeyspieler

## 21. Jahrhundert
- Oliver Batista-Meier (* 2001), Fußballspieler
- Jeremias Thiel (* 2001), Autor, Aktivist für Kinderrechte und gegen Kinderarmut
- Christian Wachter (* 2001), Automobilrennfahrer
- Mathias Groh (* 2002), Basketballspieler
- David Späth (* 2002), Handballspieler
- Jette Simon (* 2004), Bahnradsportlerin
- Mika Haas (* 2005), Fußballspieler